# Montafon
Montafon ( poslech, v místním dialektu Muntafu) je 39 km dlouhé údolí v západorakouské spolkové zemi Vorarlbersko, kterým protéká řeka Ill. Rozkládá od průsmyku Bielerhöhe (2037 m n. m.) po město Bludenz (570 m n. m.) přičemž překonává výškový rozdíl 1467 metrů. Údolí se nachází jihovýchodně od švýcarského regionu Prättigau, a je ohraničeno pohořím Verwall na severu a pohořími Rätikon a Silvretta na jihu. Hlavní město Vídeň je vzdáleno přibližně 500 km.

## Geografie
Nejvyšším bodem celé oblasti je vrchol hory Piz Buin (3312 m n. m.), která je zároveň nejvyšší horou celého Vorarlberska.

### Popis
Ve směru od Bludenzu do údolí vede spolková silnice B188 kolem staré cementárny a dále přes obec Lorüns. Poté pokračuje skrze les zvaný Alma a podél potoka Tränabächle ("Potok slz"). Údolí se rozvine ve své plné kráse počínaje obcí Sankt Anton im Montafon (v místním dialektu: „Santatöni“) po levé straně, a osadou Vens po právě straně.
Při příjezdu do osady Rodund je vidět hlavní závod firmy illwerke vkw AG vyrábějící vodní elektřinu. Silnice dále pokračuje přes osady Gantschier a Kaltenbrunnen do obcí Schruns a Tschagguns (v místním dialektu: "Schru a Tschaggu"). Na sever od Schruns leží horská obec Bartholomäberg se svými vysoko položenými osadami Jetzmunt a Lutt na severozápadě (s výhledem na Sankt Anton) a osadami Kristberg a Innerberg na severovýchodě (s výhledem na boční údolí Silbertal a stejnojmennou obec). Toto boční údolí se táhne severovýchodně od Schruns směrem k Arlberskému průsmyku a prochází kolem horského výběžku Fellamendli. Na jihozápad o Schruns leží vesnička Latschau s vodní elektrárnou a také s hlavní budovou lyžařského střediska Golm, které se rozkládá nad obcí Tschagguns.
Mezi obcemi Sankt Gallenkirch a Schruns se nachází zúžení zvané „Fratte“, které Montafon rozděluje na dvě hlavní části, Innerfratte (horní polovina údolí) a Außerfratte (dolní polovina údolí).
Krátce za tímto zúžením se u osady Galgenul odděluje další členité boční údolí, které se vine jižním směrem, a končí u lyžařského střediska Gargellen. Směrem nahoru hlavním údolím prochází silnice B188 osadou Gortipohl a pokračuje dále do obce Gaschurn (v místním dialektu: „Gaschorra“), a do osady Partenen. Následně se silnice klikatí až k horskému průsmyku Bielerhöhe, překonávajícímu pohoří Silvretta, a pokračuje dále do Tyrolska.

### Obce

Obce v Montafonu na mapě Vorarlberska

Všechny obce v Montafonu patří do okresu Bludenz. Ve směru dolů po proudu Illu se jedná se o tyto obce (v závorce je uvedena jejich nadmořská výška):
- Gaschrun (979 m) - skládá se z osad Gaschurn a Partenen (1051 m)
- Sankt Gallenkirch (878 m) - včetně osad Gargellen (1423 m) a Gortipohl (950 m)
- Schruns (690 m) - jediný městys a zároveň neoficiální "hlavní obec" údolí[2]
- Tschagguns (697 m)
- Silbertal (899 m)
- Bartholomäberg (1087 m)
- Vandans (648 m)
- Sankt Anton im Montafon (650 m)

Těchto osm obcí má dohromady 16 421 obyvatel. (Stav k 1. lednu 2021)
Obce Lorüns (583 m) a Stallehr (600 m) se z historických důvodů, které nelze jednoznačně interpretovat, řadí buď do údolí Montafon, nebo údolí Walgau. Vzhledem ke značnému výškovému rozdílu mezi obcemi Sankt Anton im Montafon a Lorüns, leží již Lorüns orograficky mimo Montafon, konkrétně na vyvýšenině Bludenzské kotliny, stejně jako Stallehr. Z hlediska regionálního plánování tyto dvě obce také nepatří do Montafonu, ale spadají do širší oblasti města Bludenz (Alpský region Bludenz). Navzdory těmto faktům se o obci Lorüns běžně tvrdí, že leží na vstupu do údolí Montafon. Podobně také obyvatelé Stallehru často vnímají svoji obec jako vstupní bránu do údolí Klostertal.
Při započítání těchto dvou obcí má tak Montafon celkem 16 920 obyvatel. Hustota obyvatelstva v údolí je přibližně 47 obyvatel/km² (stav k 1. lednu 2020).
Všech deset výše zmíněných obcí sdružuje svazek obcí Stand Montafon, který funguje jako veřejnoprávní zastoupení všech sdružených obcí a zastupuje region také v rámci územního plánování na zemské úrovni.
Všechny obce v Montafonu (kromě Lorüns a Stallehr) jsou členy turistického sdružení Turistický region Montafon, což je společná organizace sdružující obce, elektrárenskou společnost Illverke vkw a také provozovatele místních lanovek. V rámci tohoto turistického regionu spolu tradičně velmi těsně spolupracují zejména obce Schruns a Tschagguns. Obec Gaschurn v rámci propagace turismu vždy zmiňuje také osadu Partenen. Osada Gargellen, součást obce Sankt Gallenkirch pak má dokonce svou vlastní turistickou kancelář.
Tradičnímu propojení montafonských obcí odpovídala také existence soudního okresu Montafon sídlícího v obci Schruns. Tento původně nezávislý soudní okres byl v červenci 2017 zrušen a připojen k soudnímu okresu Bludenz, jehož obstarávaná oblast nyní odpovídá oblasti politického okresu Bludenz.

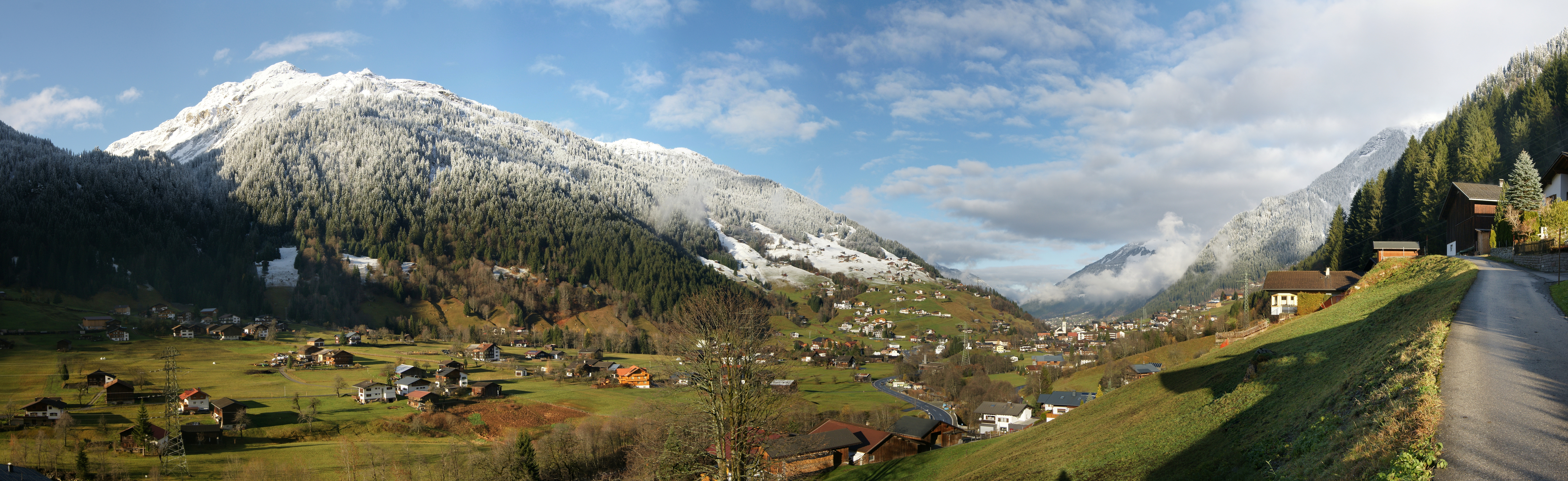
Panoramatický výhled na obec Gaschurn

### Sousední regiony
Uvedeny jsou od severu po směru hodinových ručiček. Pohoří jsou vyznačena kurzívou.
- Údolí Klostertal (S)
- Arlberský průsmyk (SV)
- Údolí Stanzer Tal (Tyrolsko) (SV)
- Verwall (SV)
- Nordsilvretta - údolí Paznaun (Tyrolsko) (V)
- Mittelsilvretta - údolí Unterengadin (kanton Graubünden, Švýcarsko) (JV)
- Westsilvretta (J)
- Rätikon - údolí Prättigau (kanton Graubünden, Švýcarsko) (SZ)
- Rätikon - údolí Brandnertal (Z)
- Údolí Walgau - Bludenzská kotlina (SZ)

### Děkanát Montafon

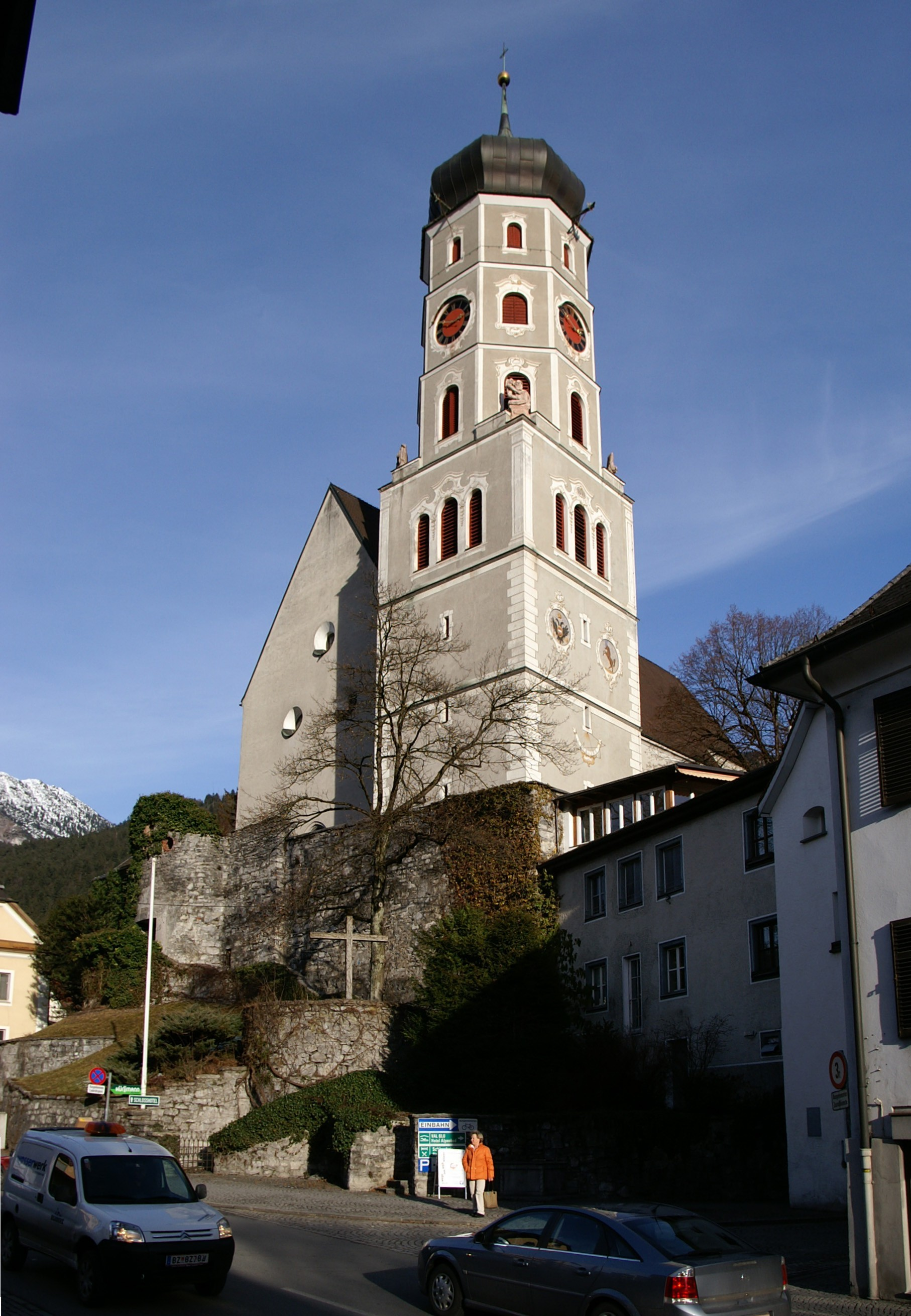
Kostel svatého Vavřince v Bludenzu

Děkanát Montafon je děkanátem římskokatolické diecéze Feldkirch, která patří do Salcburské církevní provincie.
Zahrnuje 13 farností v údolí Montafon – s výjimkou farností Lorüns a Stallehr, které historicky patří do děkanátu Bludenz-Sonnenberg. Kostel svatého Vavřince v Bludenzu (Laurentiuskirche) je považován za mateřský kostel veškeré pastorační péče v Montafonu.
Sdružení farností v údolí Montafon původně existovalo jako jednotná Komunita Montafon, ke které byly přidruženy i sousední walserské obce Galtür a Ischgl v tyrolském údolí Paznaun. V roce 1816 byla tato církevní oblast definitivně oddělena od churské diecéze a umístěna pod diecézi brixenskou. Samotný děkanát existuje od roku 1821. Pod diecézi innsbruckou patřil až do 8. prosince 1968, kdy byla pro Vorarlbersko zřízena samostatná diecéze Feldkirch.

### Doprava
Silnice Silvrettastrasse L/B 188 se zpoplatněným úsekem Silvretta-Hochalpenstraße (2037 m n. m.) spojuje Montafon s údolím Paznaun ve spolkové zemi Tyrolsko. Železniční trať Bludenz–Schruns, známá jako Montafonerbahn, a místními přezdívaná Mohbah, vede z Bludenzu do Schruns. Plánuje se prodloužení této železniční trati do Partenen. Většina obcí a osad je napojena na veřejnou dopravu pomocí autobusů. Přímé silniční spojení se sousedním Švýcarskem neexistuje.

### Podnebí

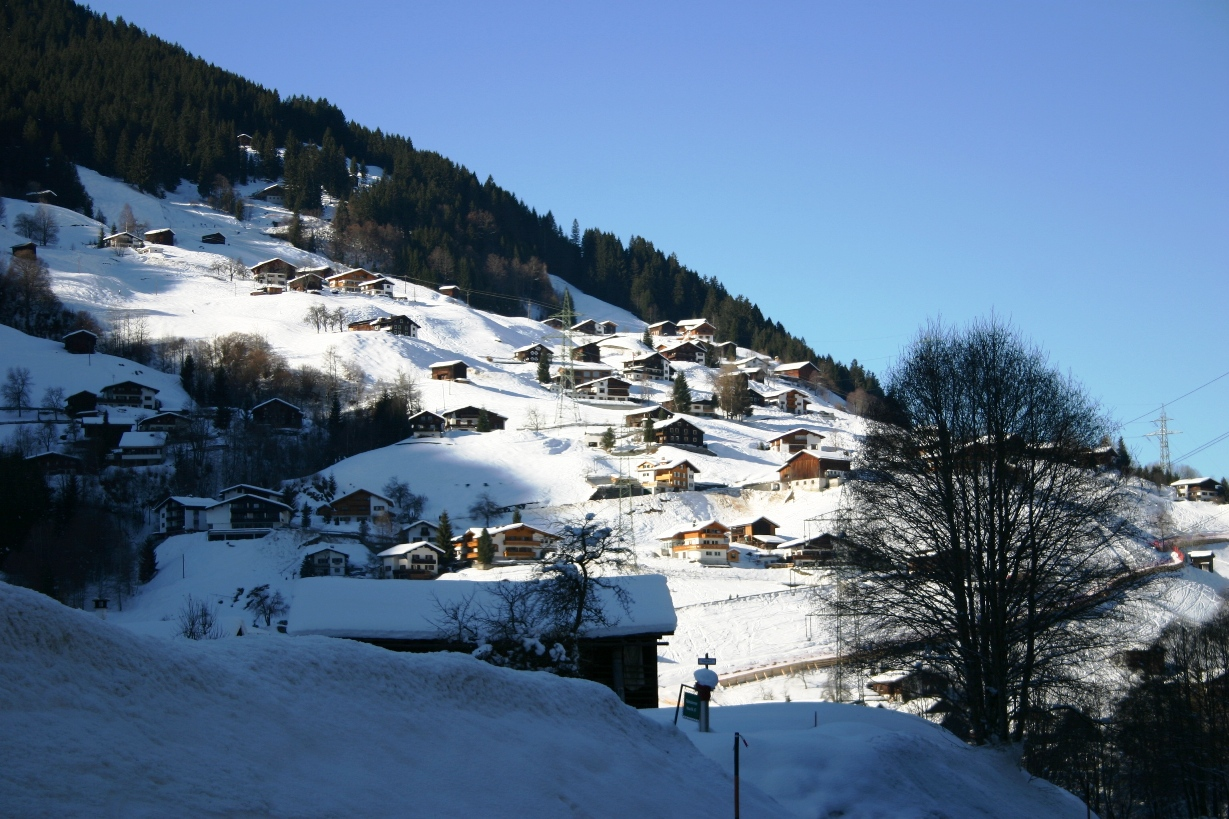
Montafonská vesnice v zimě

V oblasti převládá vnitrozemské klima. Průměrná roční teplota je −1 °C. Nejteplejším měsícem je červenec, kdy je průměrná teplota 11 °C, a nejchladnějším leden s −13 °C. Průměrné roční srážky jsou 1 367 milimetrů. Nejmokřejší měsíc je srpen s průměrem 153 mm srážek a nejsušší březen s 66 mm srážek.

## Historie

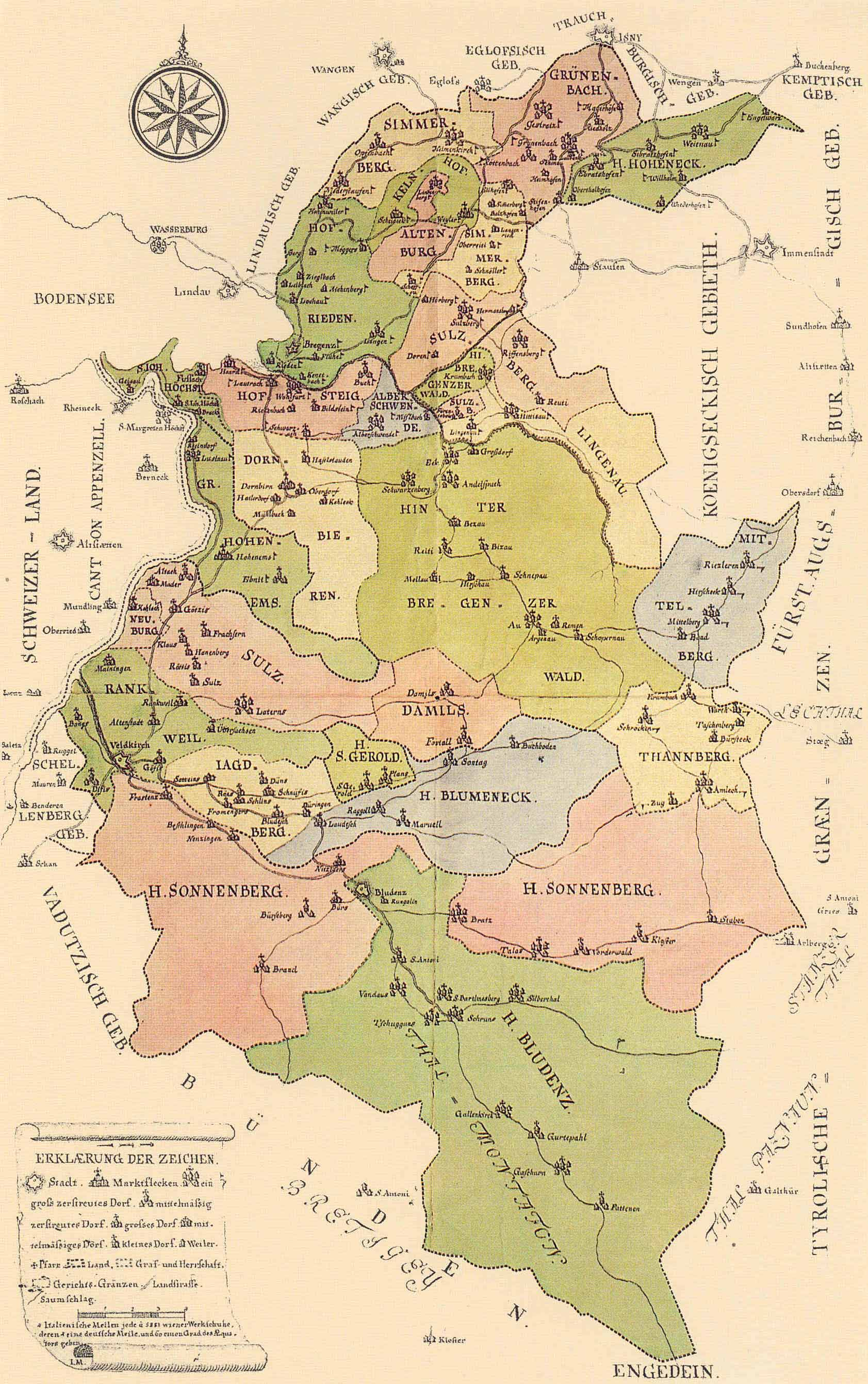
Mapa Vorarlberska z roku 1783; ve spodní části je zeleně označené Panství Bludenz

Podle archeologických a botanických studií, se lidé v Montafonu usadili přibližně před 5000 lety. V lese nazývaném Friaga poblíž obce Bartholomäberg se dochovaly pozůstatky asi 3500 let starého osídlení, které bylo součástí mohutného hradního komplexu z doby bronzové.
Montafon byl původně osídlen rétoromány, kteří se přistěhovali z Walgau a Graubünden. Dodnes o tom svědčí velké množství rétorománských názvů hor, řek, polí, a dalších místních názvů a dokonce i některá příjmení (např. Albona, Gafluna, Montjola, Silvretta, Tilisuna, atd.).
Již v době bronzové a železné a především po celý středověk byl Montafon těžebním centrem: těžilo se zde železo, měď a stříbro. V pozdním středověku – kolem roku 1300 – se do Montafonu přistěhovali Silbererové, kteří se později věnovali těžbě v obci Silbertal, a také walserové, kteří následně mýtili vysokohorské výsypky. Románské a později německé osídlení organizoval především hraběcí poplužní dvůr patřící pod Klášter svatého Petra v Bludenzu. Dne 13. října 1319 potvrdil Fridrich Sličný (fridericus rex romanorum) Albrechtu I. hraběti z Werdenbergu, že smí převést vlastnictví stříbrného dolu a hory Mvntafúne na svého bratra ("argentifodinam seu montem dictum Mvntafúne"). Tento historický pramen je důležitý v mnoha ohledech: Poprvé se zde objevuje jméno "Mvntafúne", tedy Montafon, a to v souvislosti s těžbou, která již v této době probíhala v osadě Kristberg (obec Silbertal), což je spolehlivě doloženo také datováním letokruhů stromů (dendrochronologie). Slovo argentifodinam, což znamená „stříbrný důl“, je jasným důkazem těžby stříbra.
V druhé polovině 14. století těžba v Montafonu pravděpodobně výrazně upadla, stejně jako tomu bylo na jiných místech. Jedním z důvodů mohly být tehdejší morové epidemie.
Přibližně v letech 1258 až 1418/1420 patřil Montafon do kulturní a správní oblasti Churraetia, konkrétně do panství hrabat z Werdenbergu, kteří v letech 1259 až 1296 založili město Bludenz. Mír uzavřený v Kostnici, který rozpustil konfederaci „Spolek nad jezerem“ („Bund ob dem See“) potvrdili v roce 1408 mimo jiné rolníci z Montafonu pečetí se dvěma zkříženými klíči (viz kapitola Znak a pečeť).
Po předání moci do rukou Habsburků se pro místní hornický průmysl zpočátku jen málo změnilo. Významní představitelé úřadů zůstali. Habsburkové pronajali celou oblast montafonskému hraběti Wilhelmu z Tettnangu, který jmenoval správcem Junkera Hardegena von Rudberg, který tuto funkci zastával již v době Werdenbergů. Klidná situace v Montafonu byla v kontrastu se situací panující tehdy v Evropě. V 15.–16. století se rolníci a měšťané běžně bouřili proti stávajícím vládcům: bojovali za více práv, začínala reformační hnutí a zejména v jižním Německu propukla selská povstání.
Bludenz a Montafon byly postupně začleněny do habsburské říše a zapojily se do jejích vojenských konfliktů, zejména se svým západním sousedem, Starou švýcarskou konfederací. Rozhodující událostí byla bitva u Frastanzu v roce 1499 během Švábské války, ve které zahynulo kolem 500 obyvatel Walgau a montafonských horníků. Habsburkové ovládali jednotlivá místa ve Vorarlbersku, a tedy i Montafon, střídavě z Tyrolska a z Předních Rakous (Freiburg im Breisgau).
Do roku 1816 byl Montafon také součástí diecéze churské. Církevní, kulturní a obchodní kontakty se švýcarským kantonem Graubünden tak byly v Montafonu až do 19. století minimálně stejně silné jako kontakty se zbytkem Vorarlberska, i když veškerá doprava musela probíhat přes vysokohorské průsmyky, z nichž nejnižší, Schlappinský průsmyk, byl i tak 2202 m vysoko. Do Švýcarska se vyvážel montafonský sýr, máslo a také početná pracovní síla.
Později patřilo údolí k Bludenzskému panství, správa Montafonu však nadále probíhala z Innsbrucku i po roce 1867, kdy se Vorarlbersko oficiálně stalo korunní zemí. V napoleonském období od roku 1805 do roku 1814 patřil Montafon Bavorskému království a od roku 1814 zpět Rakousku. K definitivnímu oddělení správy od Tyrolska tak došlo až se založením republiky v roce 1918.
Reorganizací vorarlberských soudních okresů v roce 1806 byl celý Montafon podřízen nově zřízenému zemskému soudu Sonnenberg se sídlem v Bludenzu, z něhož se vyvinul dnešní politický okres Bludenz.
Od roku 1945 do roku 1955 byl Montafon součástí francouzské okupační zóny v Rakousku.

### Znak a pečeť

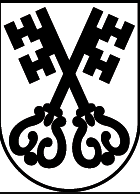
Znak Montafonu

Ve znaku a pečeti  Montafonu jsou zobrazeny dva černé zkřížené klíče na stříbrném štítě. Klíč ve znaku je symbolem otevřenosti a je také symbolem apoštola Petra.
Symbol zkřížených klíčů byl převzat z papežského znaku, používá se od počátku 15. století, a vychází z tohoto příběhu: Během Appenzellský válek (1405-1408) lidé z Montafonu rozhodli sdružit a vytvořili vlastní samosprávnou „zemi“, pro kterou také vytvořili vlastní znak. V něm zobrazili dva zkřížené klíče, odvozené ze znaku Kláštera svatého Petra u Bludenzu. Tento znak později montafonští svévolně upravili do podoby papežského znaku přidáním trojité papežské tiáry. Zdůvodňovali to tím, že papež Jan XXIII. byl cestou na kostnický koncil roku 1414 nesen na svých nosítkách z údolí Klostertal přes Kristberg do Montafonu, aby tak unikl morové nákaze a cestou místním udělil právo používat svůj znak. Oficiální právo používat tento znak nakonec Montafonu poskytl v roce 1700 papež Inocenc XII.
Dnes znak používá především svazek obcí Stand Montafon.

### Název
Jméno Montafon je rétorománského původu, protože až do 15. století se v Montafonu běžně mluvilo rétorománsky. Odhaduje se, že název vznikl již kolem roku 1100. Existují různé teorie, pokud jde o přesný původ názvu: historické jméno „Montavon“ by mohlo pocházet ze slova mont, „předhora, podhůří, přední hora“ (možná spojitost s názvem Vorarlbersko - viz etymologie Arlberského průsmyku) nebo ze slovního spojení munt tovun, „proděravělá hora" či "jámová hora". Dalšími pokusy o vysvětlení jsou „horská studna“, „tichá luční hora“, "alpské údolí s roklemi" či zdvojení výrazu „hora“.
Zemský amman (zkrácená verze slova amtmann, doslova úředník) Johann Ignaz Vonier a zemský písař Johann Theodor Fritz poněmčili dne 2. června 1806 v reakci na žádost nové bavorské vlády (viz kapitola Historie) název jejich domovského údolí Muntafon, a překřtili ho na „Brunnenthal“, tato změna se však neujala. V letech 1956 a 1957 došlo také k prudkému sporu o pravopis jména Montafon, a to zda se má psát s „f“ nebo „v“, přičemž vítězně z něj vyšla varianta s „f“.

## Ekonomika
Ekonomice Montafonu dominuje kombinace tradičních venkovských činností, jako je zemědělství, pastevectví, lesnictví, výroba vodní energie a služby a zboží související s cestovním ruchem.

### Zemědělství
Zemědělství v Montafonu se řídí cykly tradičního alpského pastevectví. Jedná se o tzv. tříúrovňové pohybové zemědělství („Dreistufenwirtschaft“), které spočívá ve střídání pastvy hospodářských zvířat mezi údolími v zimě a horskými pastvinami v létě, což zajišťuje dostatečný přísun potravy pro hospodářská zvířata po celý rok. Přesto, že je cestovní ruch nejdůležitějším zdrojem příjmů, je tato sezónní migrace na vysokohorské pastviny pro část populace stále důležitým ekonomickým faktorem.

Protože Montafon je obklopen vysokými horami, dostává se do něj relativně málo slunečního svitu, přičemž horní část údolí je ve stínu téměř nepřetržitě. Většina údolí je zalesněna a pouze malá část je tak zemědělsky obdělávána, důvodem není jenom nedostatek slunečního svitu, ale také prudký terén. Hranice lesa se v Montafonu nachází mezi 1800 a 2000 metry nad mořem, nad hranicí lesa se nachází divoké keře a porosty, v nejvyšších polohách je terén převážně kamenitý.

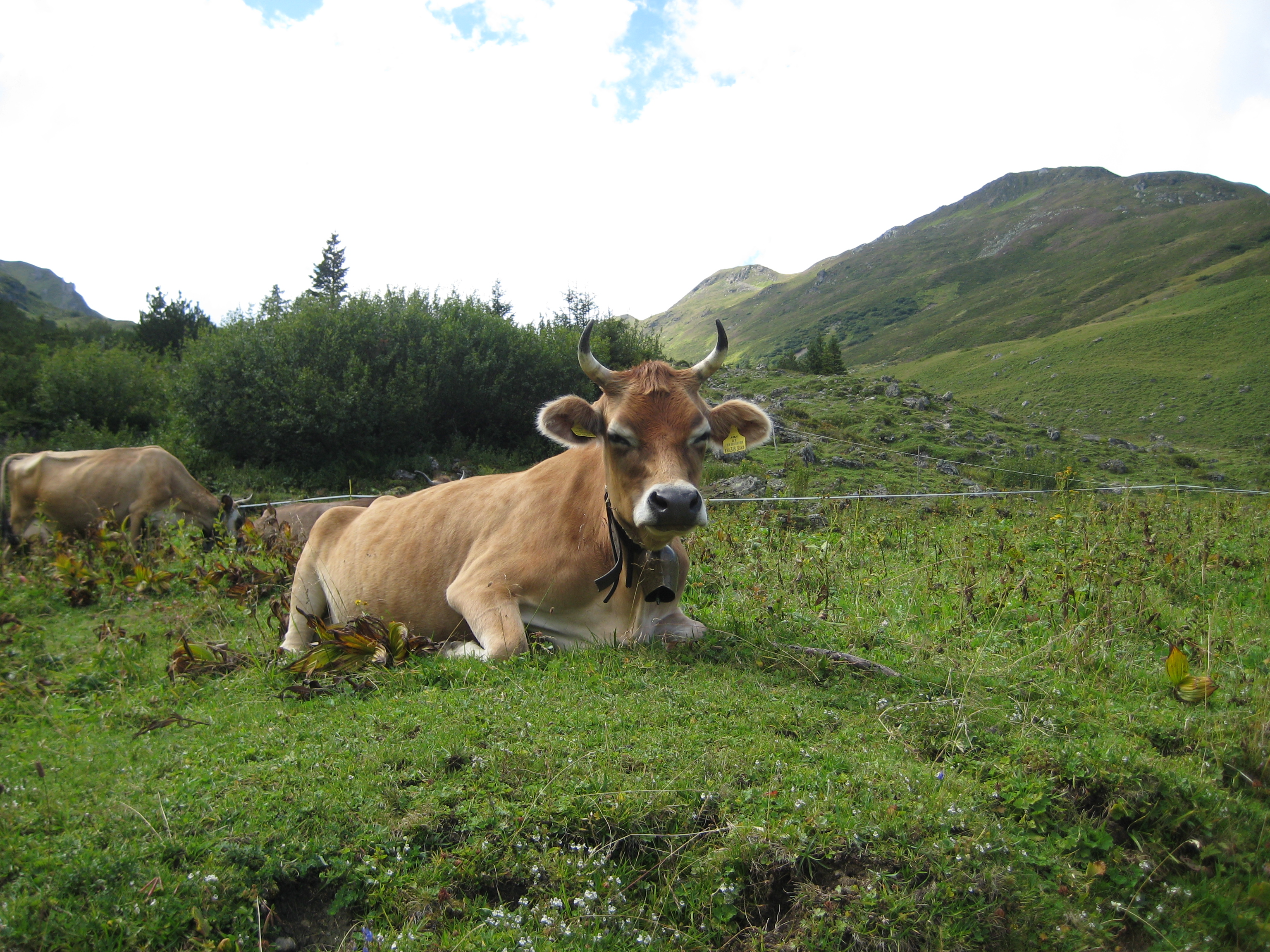
Montafonský hnědý skot

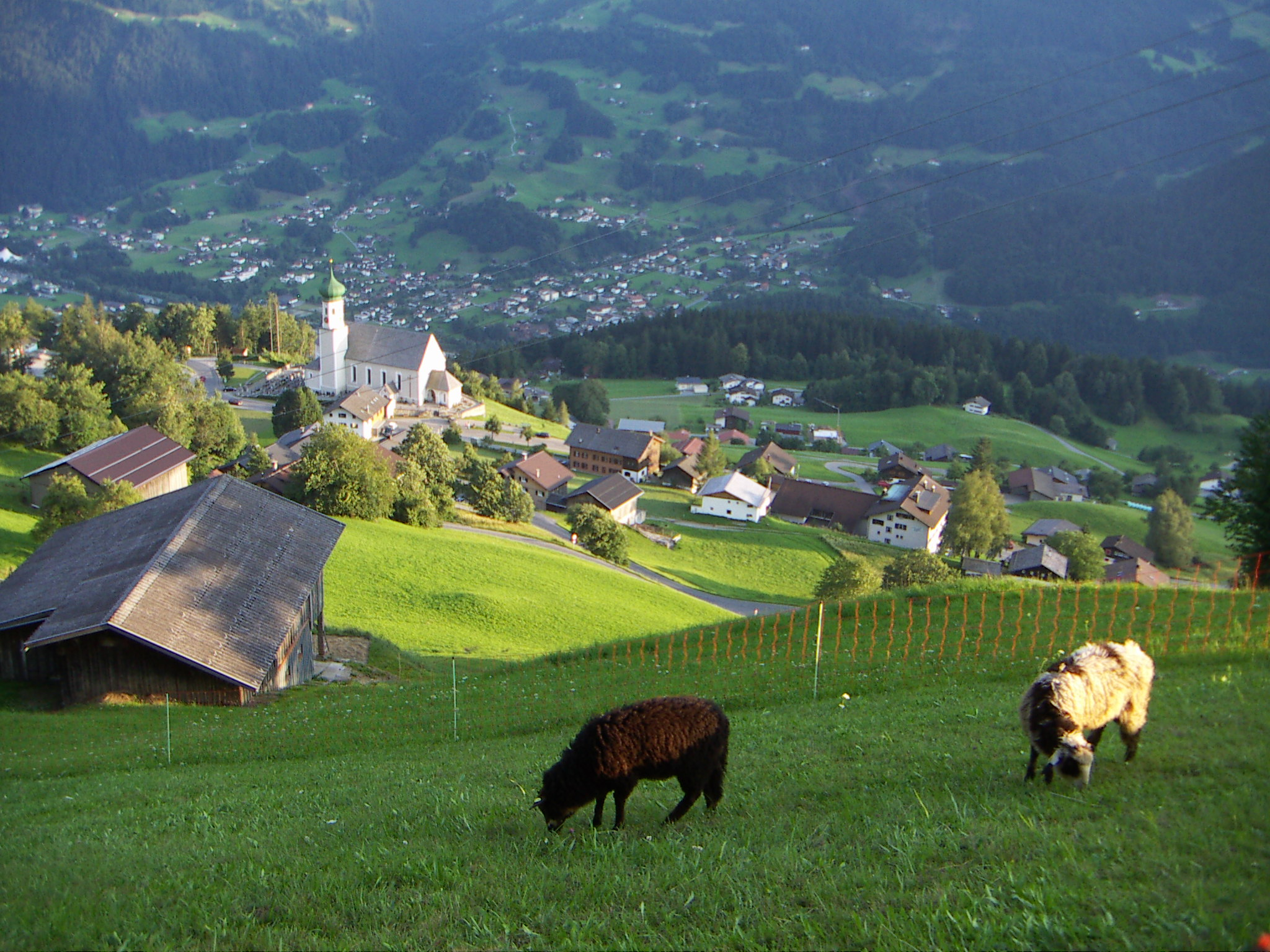
Montafonské horské ovce v Bartholomäbergu

#### Plemena dobytka pocházející z Montafonu

##### Montafonský hnědý skot
(německy Montafoner Braunvieh). Tento hnědý horský skot, někdy nazývaný jednoduše montafon, je potomkem původního alpského skotu, zvaného torfrind. Ten vznikl křížením různých šedohnědých horských skotů ze Švýcarska, Vorarlberska a Allgäu. V žilách montafonského hnědého skotu tak mj. koluje také krev švýcarského plemene eringer. Aby se zlepšila produkce mléka, byl původní místní hnědý skot přibližně od roku 1960 křížen také s americkým hnědým skotem zvaným brown swiss. To vedlo ke stále většímu vytlačování původního plemene a dnes má rakouská populace skotu průměrný podíl plemene brown swiss již přes 75 %.
Původní montafonský skot je rovnoměrně hnědý, střední hmotnosti, dobře osvalený se světlým hřbetním pruhem a tmavým jazykem. Ve srovnání s plemenem brown swiss je menší a lehčí – proto je ideálním skotem pro třístupňové zemědělství v horských oblastech.
Každý rok v září se v Montafonu koná tradiční vyhánění dobytka (tzv. Alpabtrieb), při kterém se montafonský skot ozdobí a středem vesnice odvádí dolů z pastvin. Alpabtrieb má v Montafonu staletou tradici a představuje slavnostní vyvrcholení rolnického pracovního roku.

##### Montafonská horská ovce
Montafonská horská ovce (německy Montafoner Steinschaf) je plemeno ovcí, které je ohroženo vyhynutím, jelikož bylo vytlačeno většími plemeny, která jsou lépe vykrmovatelná. Od roku 1989 je zřízena plemenná kniha, aby se zabránilo příbuzenské plemenitbě. Od té doby se tato ovce opět chová po celém Vorarlbersku a počet montafonských horských ovcí se mírně zvyšuje, i když jsou jejich stavy dodnes velmi malé. Studie provedená v roce 2002 odhalila velmi velkou genetickou vzdálenost od všech ostatních rakouských ovčích plemen. V rámci plemene se vyskytují jednobarevně bílé, černé, hnědé, béžové, šedé i strakaté kusy. Jedná se o skromné, robustní a přizpůsobivé zvíře. Plemeno je vhodné pro pastvu a udržování otevřených extenzivních travnatých porostů, jako jsou svahy a vysokohorské oblasti. Směsová ovčí vlna je sice kvalitní, ale dnes se většinou nezpracovává ani nerecykluje, ale rovnou likviduje.

#### Horské louky maisäß
Místní zvláštní druh horské louky (německy Alp) se nazývá maisäß: jedná se o vymýcenou oblast s chatrčemi a stájemi, přičemž na každé maisäß louce je alespoň jeden malý domek, chýše či stáj. Maisäß a podobné druhy krajin jsou výrazem tradiční formy využívání půdy v Montafonu, jejíž historie souvisí s třístupňovým zemědělstvím a alpskou transhumancí. Dnes se již většina těchto horských luk neobhospodařuje, protože často ztratily velkou část svého dřívějšího významu v důsledku strukturálních změn v zemědělství.

### Dřevařský průmysl
Montafon má přibližně 14 000 hektarů lesa, z nichž téměř polovinu vlastní svazek obcí Stand Montafon. V průměru se ročně v Montafonu vytěží kolem 30 000 krychlových metrů dřeva (stav k roku 2008). Místní, převážně jehličnaté lesy jsou páteří údolí a zajišťují životní a hospodářský prostor. Hodnota každého hektaru lesa v horách se neměří pouze výtěžností dřeva, ale také ochrannou funkcí pro zajištění životního prostoru, protože místní lesy chrání údolí při stále častějších sesuvech půdy, ke kterým dochází zejména při extrémních srážkách a bouřích o síle vichřice způsobených skleníkovým efektem.

### Výroba elektřiny

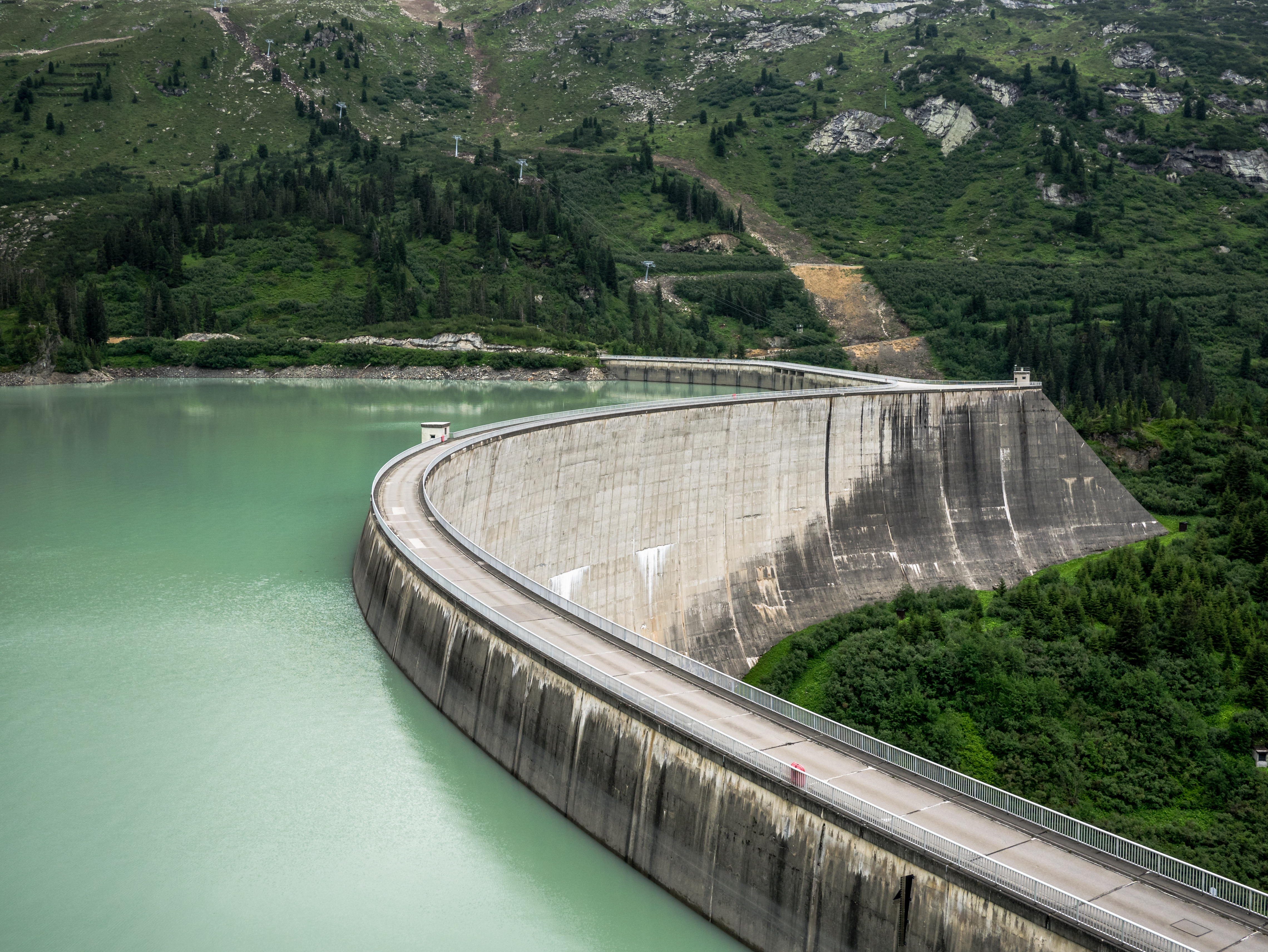
Vodní dílo Kopssee

Firma illwerke vkw AG provozuje v Montafonu 10 vodních elektráren, které vyrábějí zejména špičkovou energii pro rakouský i mezinárodní trh s elektřinou. Mezi pozoruhodná vodní díla patří např. Vermuntská elektrárna, která se nachází v nadmořské výšce 1743 metrů, a která byla zprovozněna již v roce 1930.

### Cestovní ruch
Turistika vstoupila do Montafonu kolem roku 1860. Dnes je to nejdůležitější zdroj příjmů. Údolí je díky silnici Silvretta-Hochalpenstraße dobře přístupné a je to oblíbená prázdninová destinace v létě i v zimě. V nadmořských výškách mezi 650 a 1430 metry se nachází celkem cca 20 000 lůžek pro hosty (1300 hostitelů), většinou s nádherným výhledem na okolní hory včetně 3312 metrů vysoké Piz Buin. Ročně zde proběhne přibližně 2 miliony přenocování. Extrémním příkladem je obec Sankt Gallenkirch, ve které se nachází třikrát více lůžek, než kolik má obyvatel, aby uspokojila všechny svoje návštěvníky.
K rozvoji turistiky přispěla také stavba Montafonské železnice v roce 1905. Firma illwerke se již od začátku snažila využívat budovy svých elektráren také pro cestovní ruch a je stále aktivní v turistické infrastruktuře prostřednictvím své dceřiné společnosti Golm Silvretta Lünersee Tourismus. Montafon se oficiálně skládá z 11 turistických osad a 8 turistických obcí.

#### Známé osobnosti

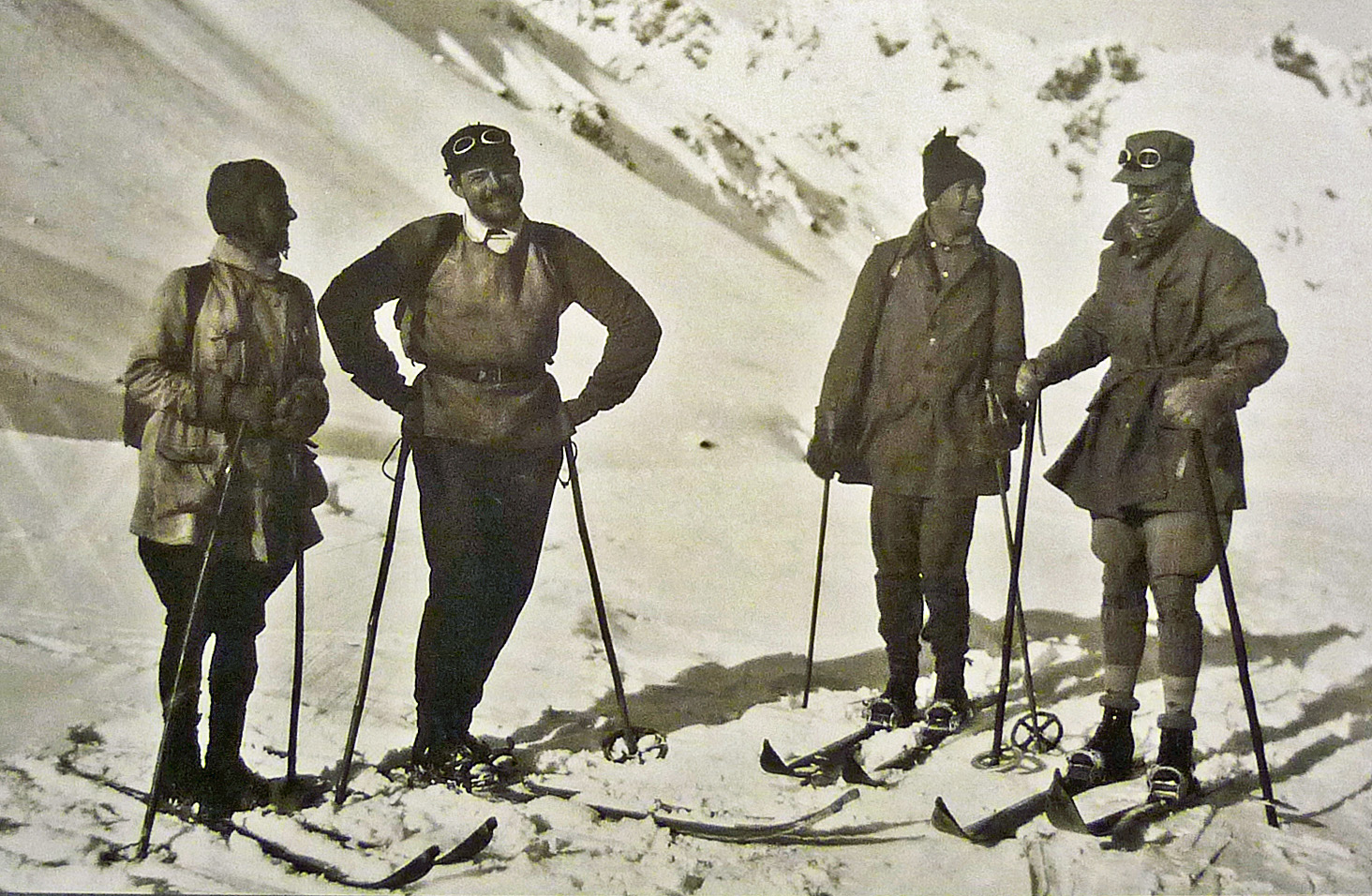
Ernest Hemingway (úplně vlevo) se spisovatelem Johnem Dos Passosem a malířem Geraldem Murphym na lyžích v Montafonu na přelomu let 1925/1926

Pozdější nositel Nobelovy ceny Ernest Hemingway strávil ve Schruns dvě zimní dovolené trvající několik měsíců (zima 1924/1925 a zima 1925/1926). Americký autor ve svých dílech Sněhy na Kilimandžáru a Pohyblivý svátek o Montafonu obsáhle psal a učinil jej mezinárodně známým.
Údolí několikrát navštívil také slavný německý prozaik a básník Erich Kästner a bývalý německý kancléř Helmut Kohl. Slavná operní pěvkyně Elisabeth Schwarzkopf prožila poslední léta ve Schruns, kde 3. srpna 2006 zemřela.

#### Zimní sporty

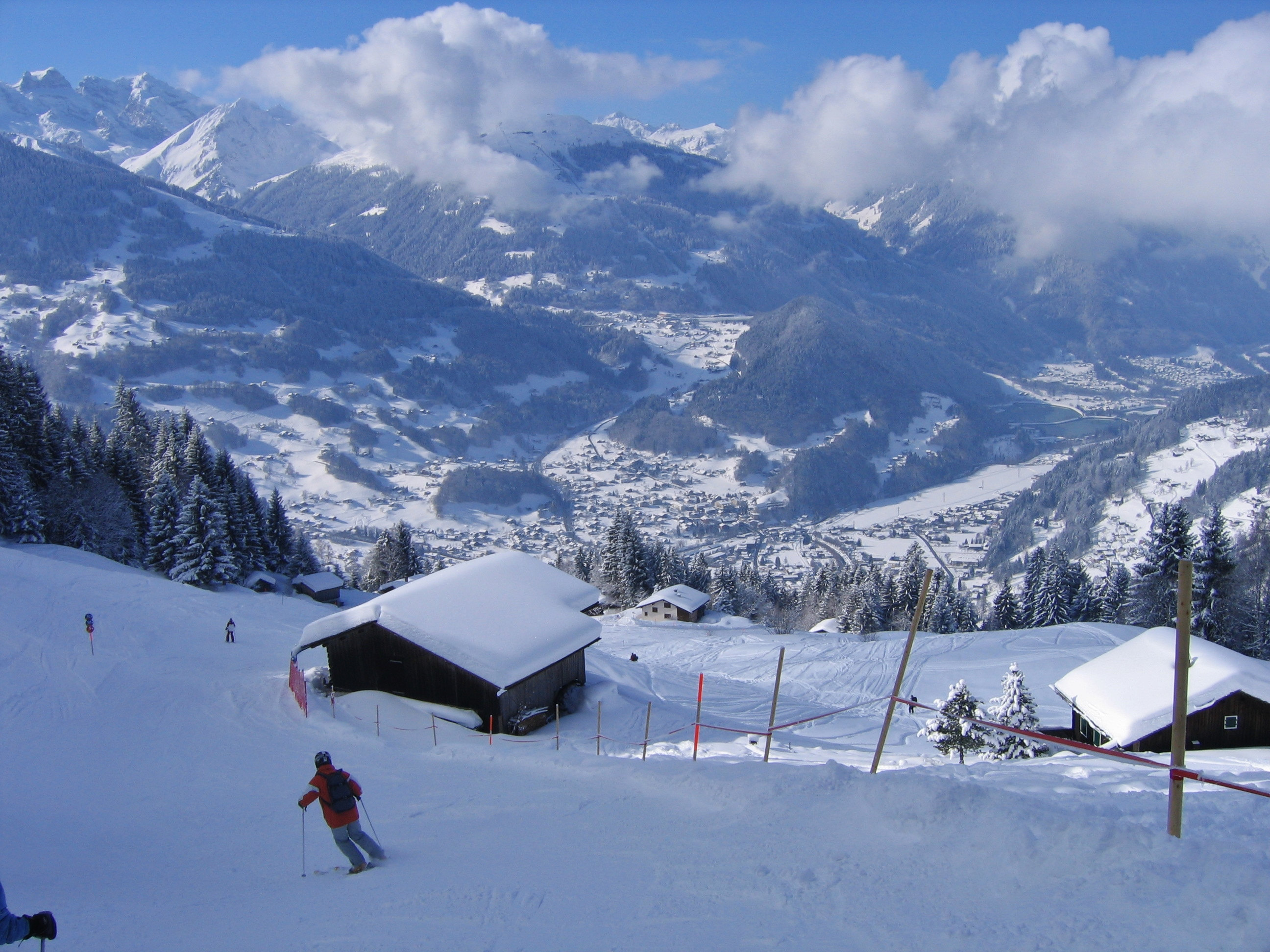
Skiareál Silvretta-Montafon

V Montafonu je pět lyžařských areálů: Golm, Silvretta Montafon, Gargellen, Silbertal-Kristberg a Silvretta-Bielerhöhe s celkem 60 lanovkami a vleky a 225 kilometry značených sjezdovek (modrá: 93,6 km, červená: 66,8 km, černá: 11,5 km) včetně 53,2 km neznačených tras. K dispozici jsou také dvě kluziště a pět curlingových drah.
V Montafonu lze také nalézt různé freeridové oblasti, například Novatal, Hochjoch nebo Gargellen. Pro zimní pěší turistiku je k dispozici řada upravených, částečně osvětlených turistických tras o celkové délce 290 kilometrů, pro túry na sněžnicích je k dispozici 150 kilometrů vyznačených sněžnicových tras. Stále populárnější je také skialpinismus, který lze provozovat na téměř každé hoře v Montafonu.
Také mezi freestylery je Montafon oblíbenou destinací s různými funparky, největší je v lyžařském areálu Silvretta Montafon: Snowpark Montafon u lyžařského vleku Fredakopf.
V Montafonu je také celkem 121 kilometrů tratí pro klasické běžky a asi 33 kilometrů tras pro bruslení, včetně nejvýše položených běžkařských tras ve Vorarlbersku s různou obtížností. Nachází se zde deset horských chat spolku Alpenverein. Místní provozovatelé jsou úzce spojeni s provozovateli z údolí Brandnertal. Pokud se započítají také jejich areály, je k dispozici celkem 74 lanovek a vleků a 289,5 km sjezdovek včetně 58,1 km neznačených tras (modrá: 115,6 km, červená: 96,8 km, černá: 19 km).

#### Léto

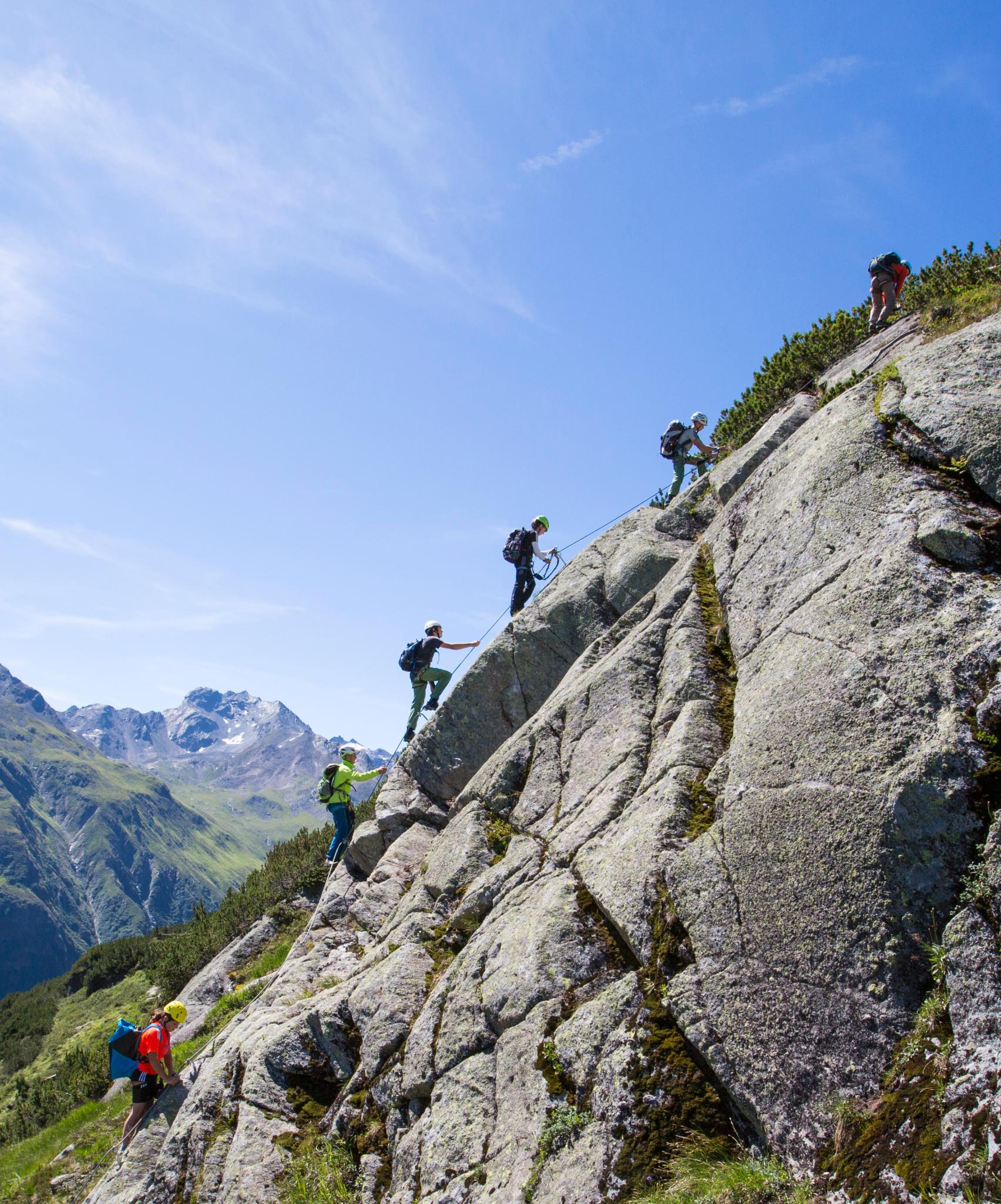
Via ferrata v Montafonu

V létě nabízí Montafon přes 1130 kilometrů značených turistických tras, z nichž některé jsou vhodné zejména pro děti nebo dětské kočárky ("Muntafuner Gagla Weg"). Tři turistické stezky v Montafonu jsou certifikovány rakouskou turistickou pečetí (Gauertaler AlpkulTour, Pašerácká stezka a Kulturní a krajinná stezka Gaschurn Partenen Galtür). Devět lanovek v Montafonu je v provozu i v létě a v kombinaci s údolím Brandnertal lze v létě využít až 17 lanovek. Mnohé z turistických tras jsou vhodné i pro nordic walking.
Pro elektrokola, běžnou i horskou cyklistiku je k dispozici celkem 270 kilometrů tras. Všechny trasy jsou značené a zejména trasy pro horská kola jsou značeny podle náročnosti, podobně jako tříbarevný systém sjezdovek. Silnice Silvretta-Hochalpenstraße se sklonem až 14 % je oblíbenou trasou závodních cyklistů. Maraton horských kol M3 Montafon se koná každoročně v létě. Kromě toho je v Montafonu k dispozici obslužná síť pro elektrokola, s 28 nabíjecími a servisními stanicemi.
V Montafonu se nachází 15 via ferrata tras a 8 lanových parků. Oblíbenými rybářskými revíry jsou především nádrže patřící firmě illwerke vkw - Lünersee, Kops a Silvretta a také zatopený lom "Roter Stein".
V létě je v Montafonu k dispozici na přespání či občerstvení turistů celkem 26 horských chat a také různé turistické autobusy.
Rekreační zařízení
- Golfové hřiště ve Schruns-Tschagguns Golfového klubu Montafon. 9jamkové hřiště s nejdelší jamkou v západním Rakousku (552 m)
- Golfclub Silvretta: nejvýše položené golfové hřiště ve Vorarlbersku, 9jamkové hřiště
- Minigolfové hřiště Aktivpark Montafon: 18jamkové hřiště u dolní stanice lanové dráhy na horu Hochjoch ve Schruns
- Minigolfové hřiště Gaschurn
- Venkovní bazén Alpenbad Montafon v Tschagguns
- Volnočasový park Mountain Beach Gaschurn, 2 přírodní jezera ke koupání
- Koupaliště Rätikonbad Vandans
- Aquarena Sankt Gallenkirch, otevřená za každého počasí
- Venkovní bazén Partenen
- Různé veřejné kryté bazény v místních hotelech
- Alpine-Coaster-Golm: letní a zimní sáňkařská dráha s dvousedačkovými saněmi, dráha vede z Latschau do Vandans. Řidiči si mohou nastavit vlastní tempo, součástí je 360° smyčka, čtrnáct 180° zatáček a velké množství „skoků“.
- Flying-Fox-Golm: Ocelové lano natažené nad nádrží Latschau umožňuje „let“ nad jezerem. Během letu je překonán výškový rozdíl 47,5 m při celkové délce 565 m a to při rychlosti až 70 km/h. Startovní plošina je u Lanového parku Golm, lano vede na přistávací plošinu u sáňkařské dráhy Alpine-Coaster-Golm.
- Lanový park Golm: Největší lesní lanový park ve Vorarlbersku s 11 dráhami a 79 překážkami ve 3 úrovních obtížnosti.
- Aktivpark Montafon (vnitřní a venkovní sportovní zábavní park)

## Kultura

### Montafonský dům

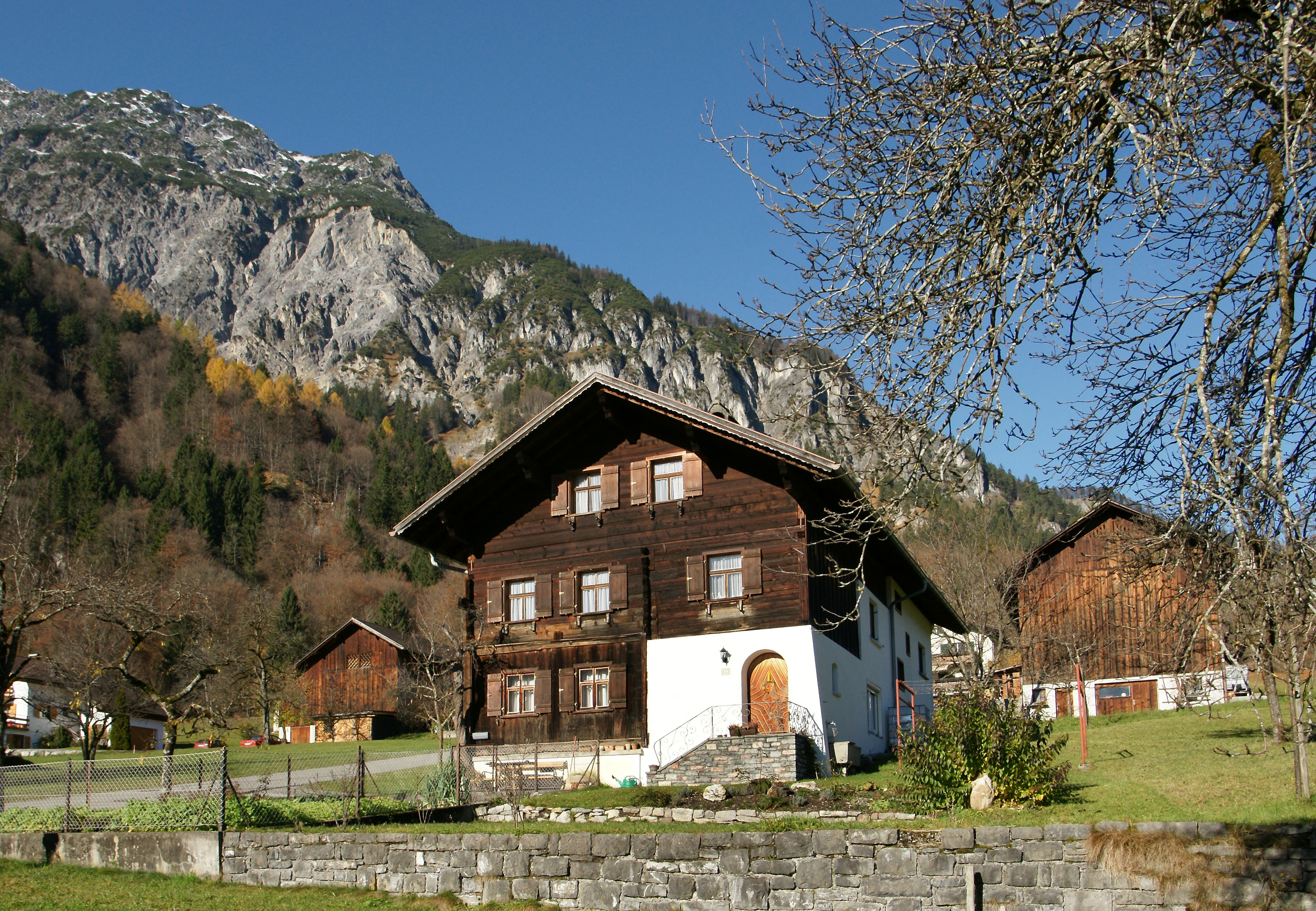
Typický Montafonský dům (Vandans)

Z Rétorománského a Walserského domu se vyvinula architektonická podoba domů specifická pro toto údolí. Tato nová stavební forma vznikla jako smíšená konstrukce kamene a dřeva. Tento typ staveb je nyní znám pod názvem Montafonský dům (německy Montafonerhaus). V celém Rakousku a v celém alpském regionu není žádné jiné takto malé údolí, které by mělo svůj specifický typ domů. Montafonský dům je proto důležitou součástí montafonské kulturní krajiny.
Montafoner Baukultur (Montafonská stavební kultura) je titul udělovaný domům, které byly odborně restaurovány a udržovány, a proto odpovídají směrnicím montafonské kulturní krajiny. Cena se uděluje od roku 2015 každý druhý rok, a to historickým objektům zvláštní hodnoty ze zemědělství, cestovního ruchu nebo vodohospodářství, které byly uchovány v dobrém stavebním stavu nebo odborně restaurovány.

### Montafonský stůl

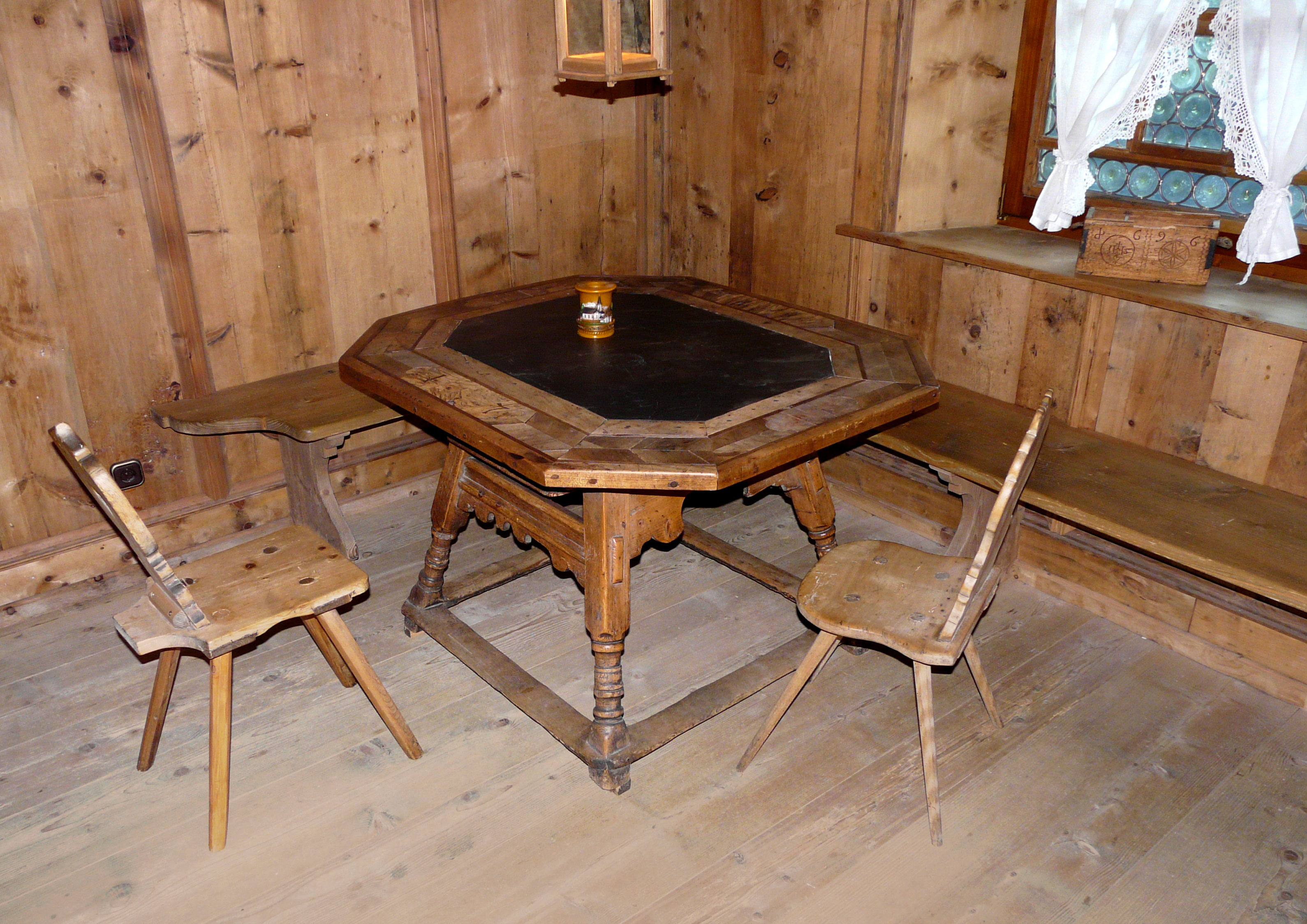
Montafonský stůl v interiéru domu Lukas-Tschofen-Stube v obci Gaschurn

Montafonský stůl má vykládanou, čtvercovou nebo častěji osmihrannou desku stolu s břidlicovou vykládkou uprostřed, obvykle je také vybaven zásuvkou a stojí na šikmých nohách. Břidlice zabraňovala poškození stolu od horkých pánví nebo hrnců a sloužila jako psací deska. Prkénka blízko podlahy, která spojují nohy těsně nad zemí, slouží k pohodlnějšímu postavení nohou a říká se jim faulenzer (lenoši) nebo vergeltsgott (boží odplata).
Ke stolu obvykle patří rohová lavice, dvě a více židlí a tzv. svatý kout (německy Herrgottswinkel), zákoutí s křížem a votivními obrázky.
Nejstarší dochované Montafonské stoly pocházejí z doby kolem roku 1700.

### Montafonský kroj

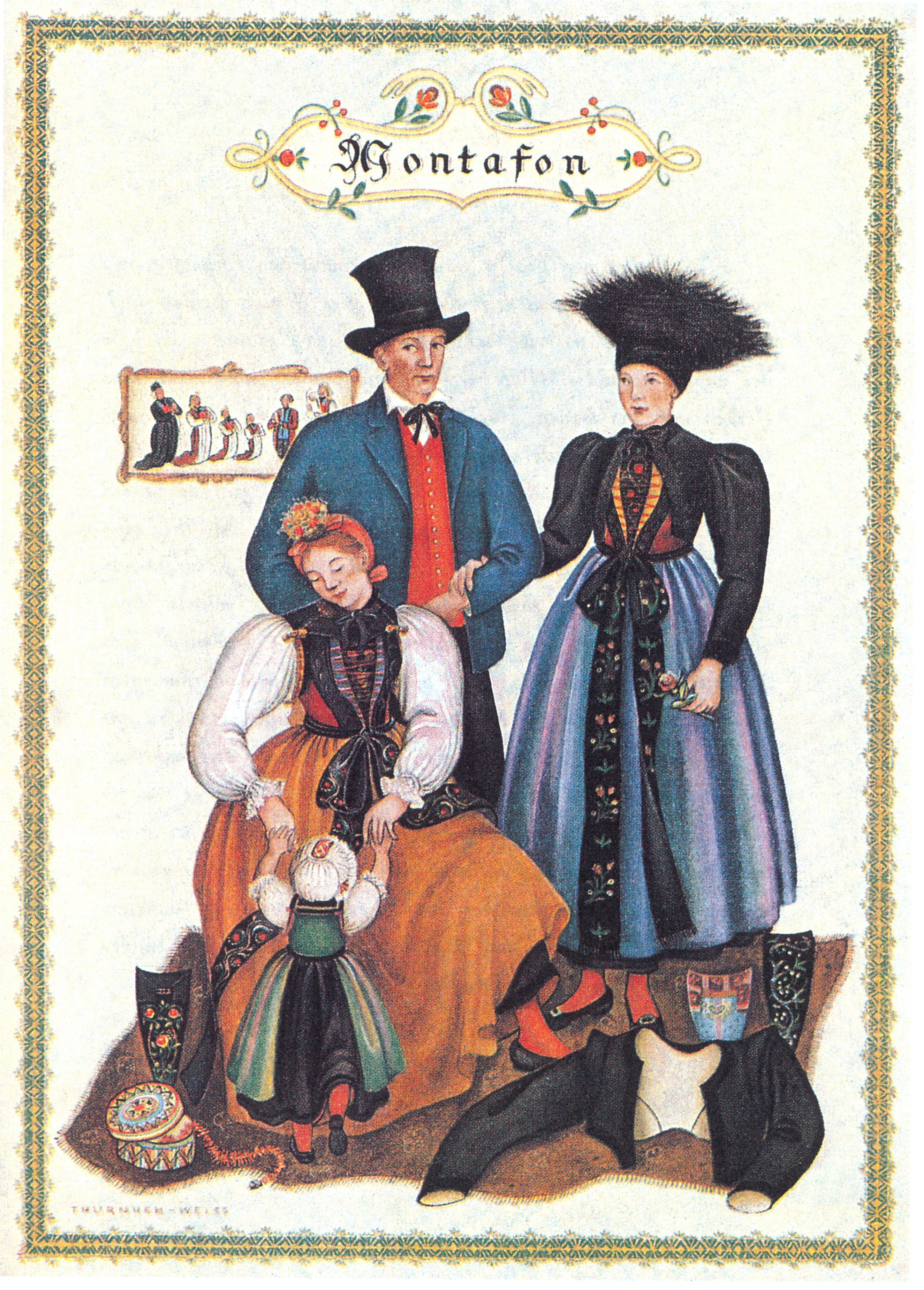
Montafonský kroj

Typický montafonský ženský kroj tvoří černé šaty (Juppa), jejichž živůtek (Miadr) je vpředu šněrován. Přes něj je převázána zástěra (Schoß) v pastelových barvách. Na tomto kroji je zvláště ceněna výšivka zvaná Brosttuach, která se zavazuje vpředu na živůtku (ibresa), ramínka zástěry (Schoßbänder) se zavazují vrchem přes zástěru samotnou. Kroj doplňuje červená spodnička, červené punčochy, střevíce s přezkami a mašle uvázaná kolem krku.
Nejvýraznějším rysem montafonského kroje je jeho vyšívání, obvykle použité u dvou nebo více částí kroje, v závislosti na příležitosti a svrchním oděvu kostýmu. Veškeré výšivky jsou ruční práce, vyšívaná hedvábím na černém sametu. K výrobě kompletní výšivky potřebuje zručný krejčí kolem 500 pracovních hodin.
Dalšími typickými prvky tradičního montafonského kroje jsou:
- dva druhy kabátků
  - Glögglitschopa, kudrnatě střižený kabátek, pojmenovaný podle červeně nebo zeleně lemovaného volánu na zádech, má dlouhé úzké rukávy s klopami z vyšívaného hedvábného atlasu. Charakteristickým znakem dobře padnoucího kabátku je Benkli, záhyb táhnoucí se od středu náprsní látky až k volánu na zádech
  - Schlutta je brokátový kabátek s jemným, bílým límečkem
- bohatě vyšívaný prsní šátek, zvaný Libli, typicky spolu s bílou zástěrou. Dříve byl nošen mladými dívkami, v dnešní době je oblíbený zejména jako svrchní oblečení při tancování
- speciální pokrývky hlavy:
  - Mäßli, pokrývka hlavy ve tvaru válce, který se bez okraje rozšiřuje směrem nahoru. Pravděpodobně nejstarší ženská pokrývka hlavy v Montafonu, vyrobená z vlněné plsti, obarvená na černo (pojmenovaná podle hrncovitého vzhledu obilné míry)
  - Pelzkappa - kožešinová čepice, oválně kulatá s otvorem nahoře, vyrobená z kožešiny černé říční vydry
  - Čepice Schnelle dovezené z Francie, pro chladné zimní měsíce
  - Kolem roku 1900 se objevil klobouk zvaný Sanderhut. Byl pojmenován po svém tvůrci, výrobci klobouků Sanderovi ze Schruns
  - Schäppele (Krönele) - ženská čelenka o průměru cca 8 cm, nošená zejména neprovdanými dívkami. Je umně vyrobena z jemného stříbra a zlata, stočených kovových nití a malých kovových květin a skleněných korálků, které jsou složeny do půlkruhové koruny.
  - Nedílnou součástí kroje jsou i vlasy spletené do copu

Kombinace zde uvedených krojových součástí podléhá přísným tradicím, které jsou na mnoha místech chápány zcela odlišně. Bohatost tvarů a materiálu je nápadná, což kontrastuje s tradičně hospodárným opětovným použitím použitých materiálů.
Zvláštností montafonského tradičního kroje je dívčí kroj – tento kroj s dlouhými bílými rukávy smí nosit pouze neprovdané dívky. Stejně tak koruna (Schäppele) mohla být nošena pouze na církevních slavnostech a byla znakem neprovdaného stavu.
Dne 5. listopadu 1948 vydala Rakouská pošta trvalou sérii poštovních známek „Trachten aus Österreich“ („Kroje z Rakouska“), ve které byl montafonský kroj vypodobněn na známce v ceně 20 grošů.
Tradiční montafonské kroje jsou dodnes vyráběny firmou Juppenwerkstatt Riefensberg.

### Montafonský kyselý sýr

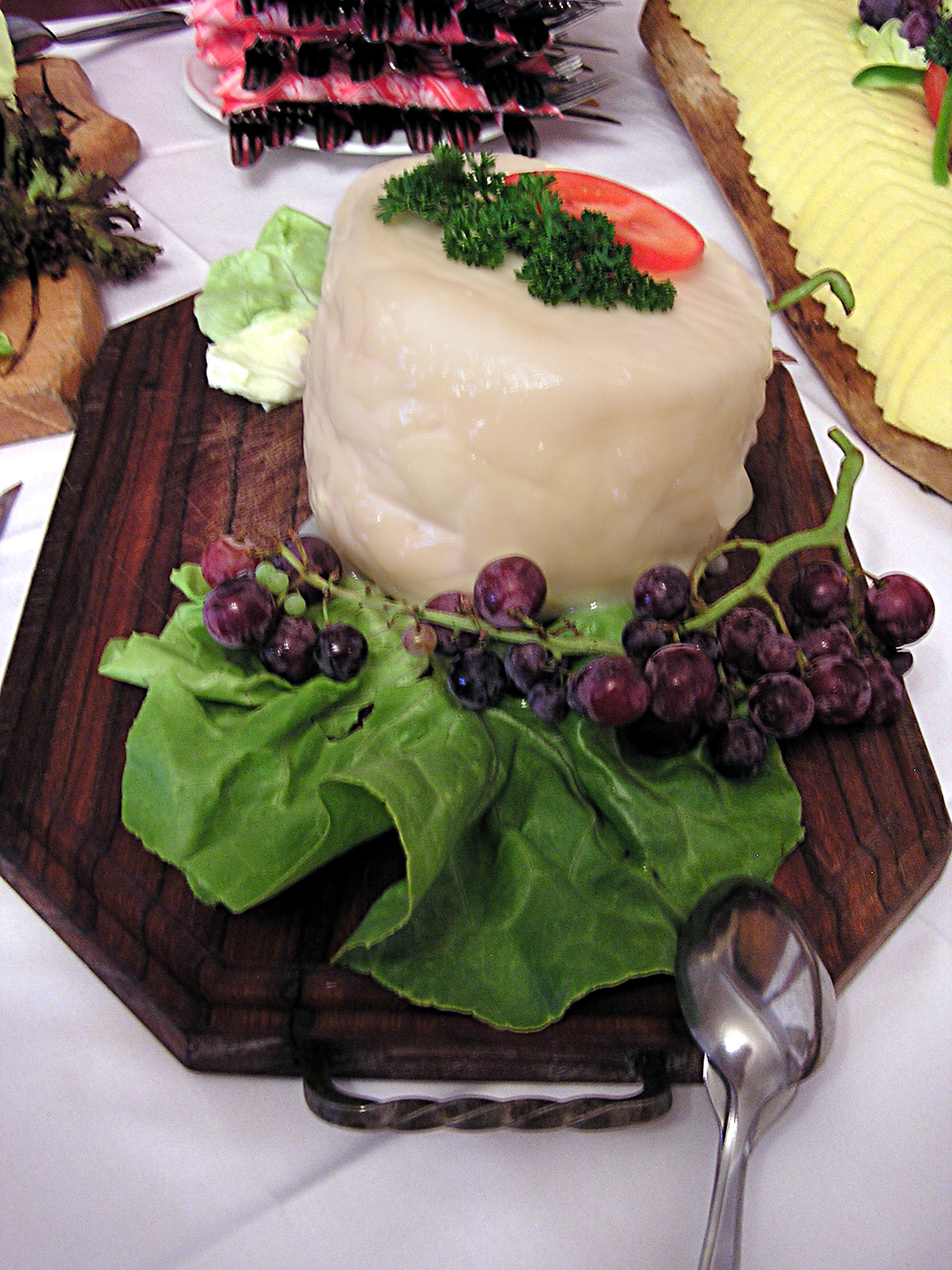
Sýr Sura Kees

(německy Montafoner Sauerkäse)(v dialektu také Muntafunr Sura Kees či Sura Käs) je sýr z kyselého (sýřeného) kravského mléka, který se v Montafonu vyrábí již od 12. století. Montafon má tak jednu z nejstarších tradic výroby sýra v Alpách.
Vzhledově je tento sýr mléčně bílý či slabě nažloutlý, zvenku rosolovitý až mazlavý, uvnitř někdy s bílým tvarohovitým jádrem. V závislosti na fázi zralosti se chuť pohybuje od svěže kořeněné až po silnou, lehce nakyslou se slaným podtónem. Další charakteristikou tohoto sýra je lehký až silný kyselý zápach v závislosti na délce skladování. Má velmi málo tuku (1-10 % tuku v sušině).
Pouze malá část produkce sýra, asi 10 000 kilogramů, se vyrábí na horských pastvinách, mnohem větší část je produkována v mlékárnách v údolí. Sýry vyrobené na horských pastvinách se téměř nevyskytují v normálních obchodech, prodávají se buď přímo na farmách nebo jsou dodávány do vybraných gastronomických zařízení.

### Montafonský dialekt
Lokální nářečí němčiny, zvané Muntafunerisch bylo v roce 2017 zařazeno na seznam nehmotného kulturního dědictví UNESCO. Obyvatelé Montafonu jsou potomci walserů a rétorománů, a jejich dialekt se nejvíce podobá právě walserovským dialektům z jiných částí Alp, zároveň je však obohacen o spoustu rétorománských výrazů, zejména v případě místních zeměpisných názvů. Většina vesnic i osad má méně než 1000 obyvatel, mezi místními lidmi tak převládá tykání a přátelské vztahy.

## Věda
Každé dva roky svazek obcí Stand Montafon uděluje Montafonskou vědeckou cenu, kterou sponzoruje banka Sparkasse Bludenz. Cena se uděluje za akademickou práci významnou pro region.
Cena za rok 2020 byla během online konference v únoru 2021 poprvé udělena ženě - Sandře Braumann, a to za výzkum o historii dvou ledovců v údolí Ochsental na Universität für Bodenkultur Wien. K datování uvolňování ledu použila izotop beryllium -10, který se tvoří v křemenné hornině v důsledku kosmického záření. Druhou cenu získal Stefan Geiger za diplomovou práci na Univerzitě v Innsbrucku o železnici v silničním plánování včetně podkladů pro "prodloužení" Montafonské železnice pomocí navázání na silnice.

## Pamětihodnosti
Spolek ochrany vlasti Montafon spravuje následující muzea:

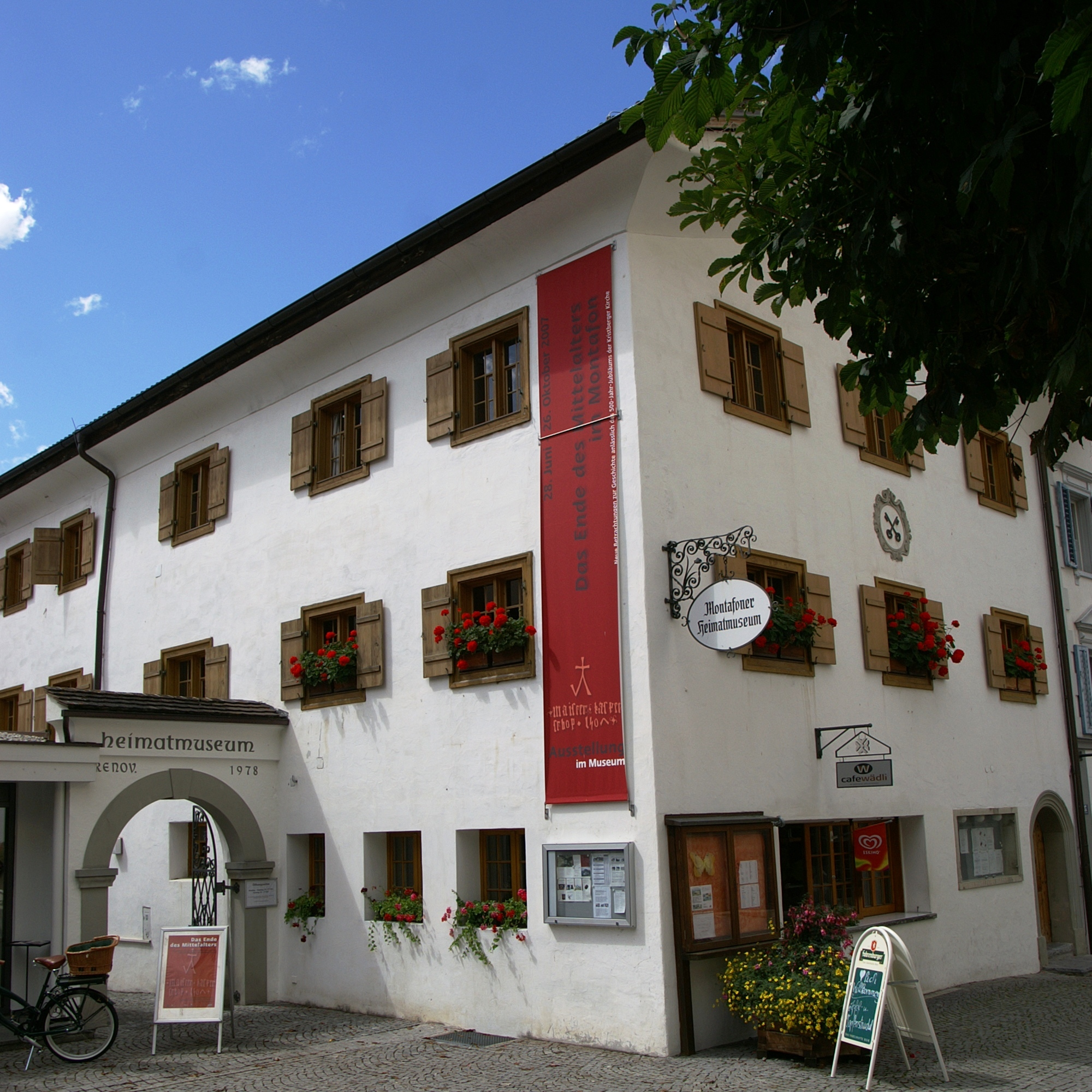
Vlastivědné muzeum ve Schruns

- Montafonské vlastivědné muzeum ve Schruns: jedno z nejstarších vlastivědných muzeí v Alpách. Počátek sbírky se datuje na začátek 20. století. Vystaveny jsou folklorní předměty z celého údolí, montafonské tradiční kroje a lidové umění i prvky montafonské domácí výzdoby.
- Montafonské turistické muzeum Gaschurn: Otevřeno v roce 1992. Muzeum se nachází ve staré budově původně určené pro ranní mše. Historie turistiky v Montafonu zde byla prezentována do roku 2009, od té doby je muzeum zaměřeno převážně na alpskou historii.
- Montafonské hornické muzeum Silbertal: Otevřeno v roce 1996. Muzeum v budově Silbertalského obecního úřadu prezentuje historii hornictví v Montafonu od jejích počátků až do současnosti.
- Muzeum Frühmesshaus Bartholomäberg: Dům, ve kterém se dříve konaly ranní mše (německy Frühmesse), byl postaven již roku 1657. Od roku 2009 se zde konají proměnlivé speciální výstavy týkající se Montafonu.

Další muzea, výstavy a památky v Montafonu:
- Historický důl Bartholomäberg (od roku 2010): Jediný veřejnosti přístupný důl ve Vorarlbersku. Návštěvníkům je zpřístupněno asi 115 metrů "štoly svaté Anny", jejíž skutečná délka není známa.
- Vodní zážitková štola Vermunt (od roku 2004): V této štole o délce 1,5 kilometru se prezentuje historie vodní energie.
- Technické muzeum Stará plavební komora Trominier: Od roku 2010 lze navštívit vyřazenou plavební komoru Vermuntské přehrady, která se dochovala v původním stavu spolu se všemi uzávěrovými tělesy.
- energie.raum – informační centrum firmy illwerke vkw AG v Gaschurn-Partenen: V informačním centru je pomocí interaktivní výstavy představena historie firmy illwerke vkw, a návštěvníci se také dozvědí něco o přírodní a kulturní oblasti Montafon a tématech využití vodní energie k výrobě elektřiny a o výstavbě elektráren.
- Hornická kaple svaté Agáty v Silbertalu: Nejstarší kaple v Montafonu. Původní kostel sv. Agáty byl postaven kolem roku 1400 a poprvé zmíněn v historických pramenech kolem roku 1450. Podle pověsti byl postaven na základě slibu zasypaných horníků prosících o záchranu, a údajně nyní stojí přímo na bývalém východu ze zasypané štoly. Kaple je zasvěcena patronce uměleckých kovářů a zvonařů svaté Agátě, což souvisí s těžbou mědi a stříbra na Kristbergu.
- Výstava zimních sportů Dříve a nyní v Tschagguns: obce Schruns a Tschagguns patří mezi nejstarší střediska zimních sportů v Alpách. Stálá expozice na obecním úřadě v Tschagguns ukazuje vývoj zimních sportů v Montafonu a prezentuje také nejúspěšnější závodníky pocházející z údolí.
- Prohlídka elektrárny Kopswerk I: Elektrárna Kopswerk I firmy illwerke vkw v Partenenu je pro návštěvníky otevřena od července do září.
- Umělecké fórum Montafon: Umístěno je v bývalé továrně na loden ve Schruns. Výstavní program prezentuje především současné rakouské výtvarné umění.
- Gauertaler AlpkulTour - naučná stezka, představující kulturní a přírodní památky tohoto bočního údolí Montafonu. Téměř 13 km dlouhou stezku lemuje 13 soch z borového dřeva od místního umělce Rolanda Haase. Stezku doplňují brožury a naučné tabule s QR kódy. Jedná se o součást programu LEADER na podporu rozvoje venkova.[46]

Další kulturní a přírodní památky v Montafonu:

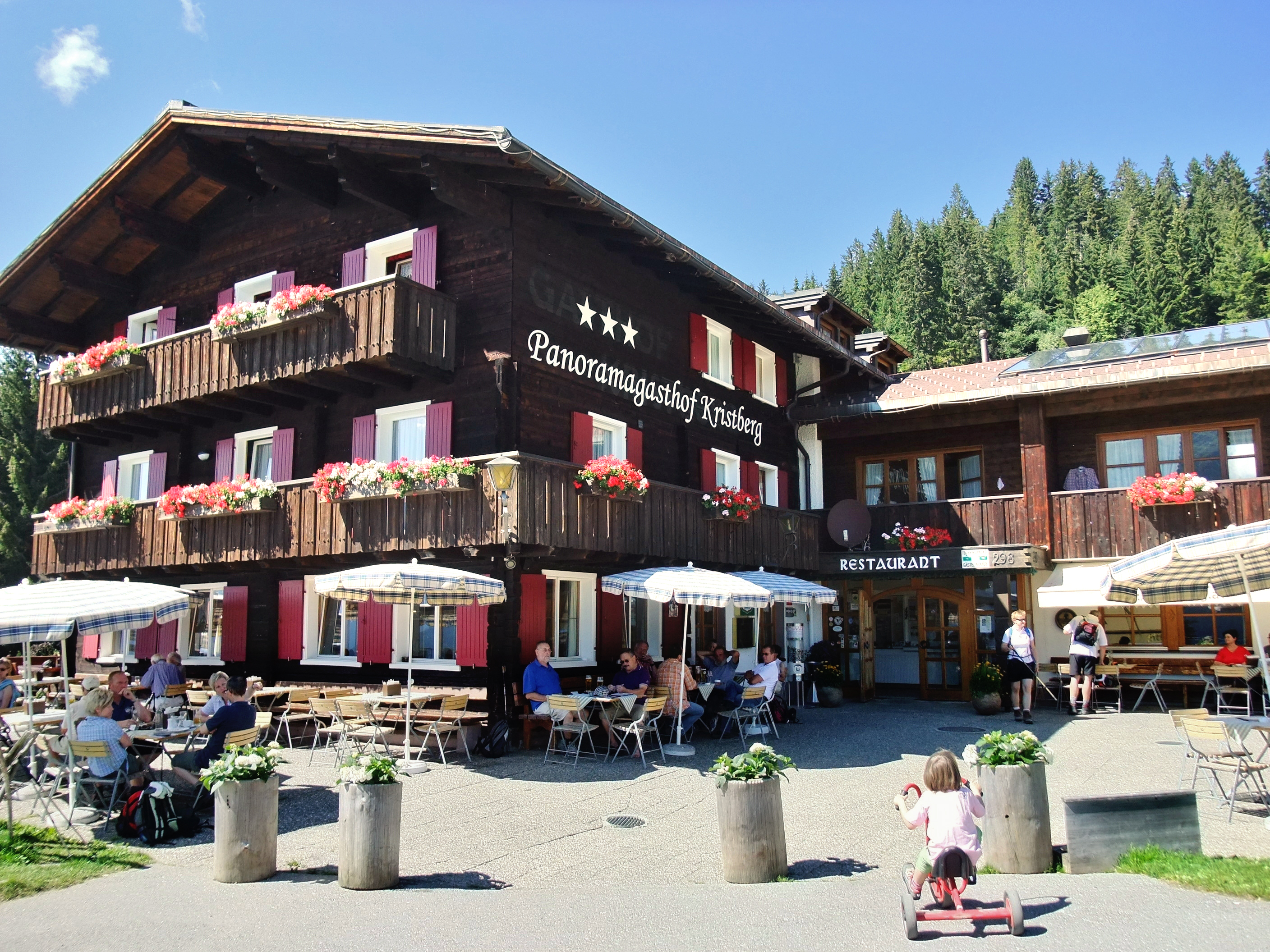
Hostinec v osadě Kristberg

- Montafon Nordic (skokanské můstky v obci Tschagguns)
- Hemingwayova expozice ve Schruns & Gaschurn
- Osada Kristberg
- Horský masiv Madrisa
- Horský masiv Silvretta-Bielerhöhe s horou Piz Buin
- Silvrettská vysokohorská silnice
- Hora Zimba ("Vorarlberský Matterhorn")
- Evropská chráněná oblast Verwall a evropská chráněná oblast Wiegensee
- Údolí Gauertal s pohořím Drei Türme v Rätikonu
- Jezero Fritzensee v Bartholomäbergu
- Chata Saarbrücker Hütte s horou Litzner Seehorn
- Hora Gantekopf
- Barokní kostel v obci Bartholomäberg
- Jezero Langsee v evropské přírodní rezervaci Verwall
- Hora Kreuzjoch
- Horská louka maisäß Ganeu - jedna z nejstarších v Montafonu
- Jezero Lünersee
- Europatreppe 4000 - Nejdelší rovné evropské schodiště, název odkazuje na počet schodů

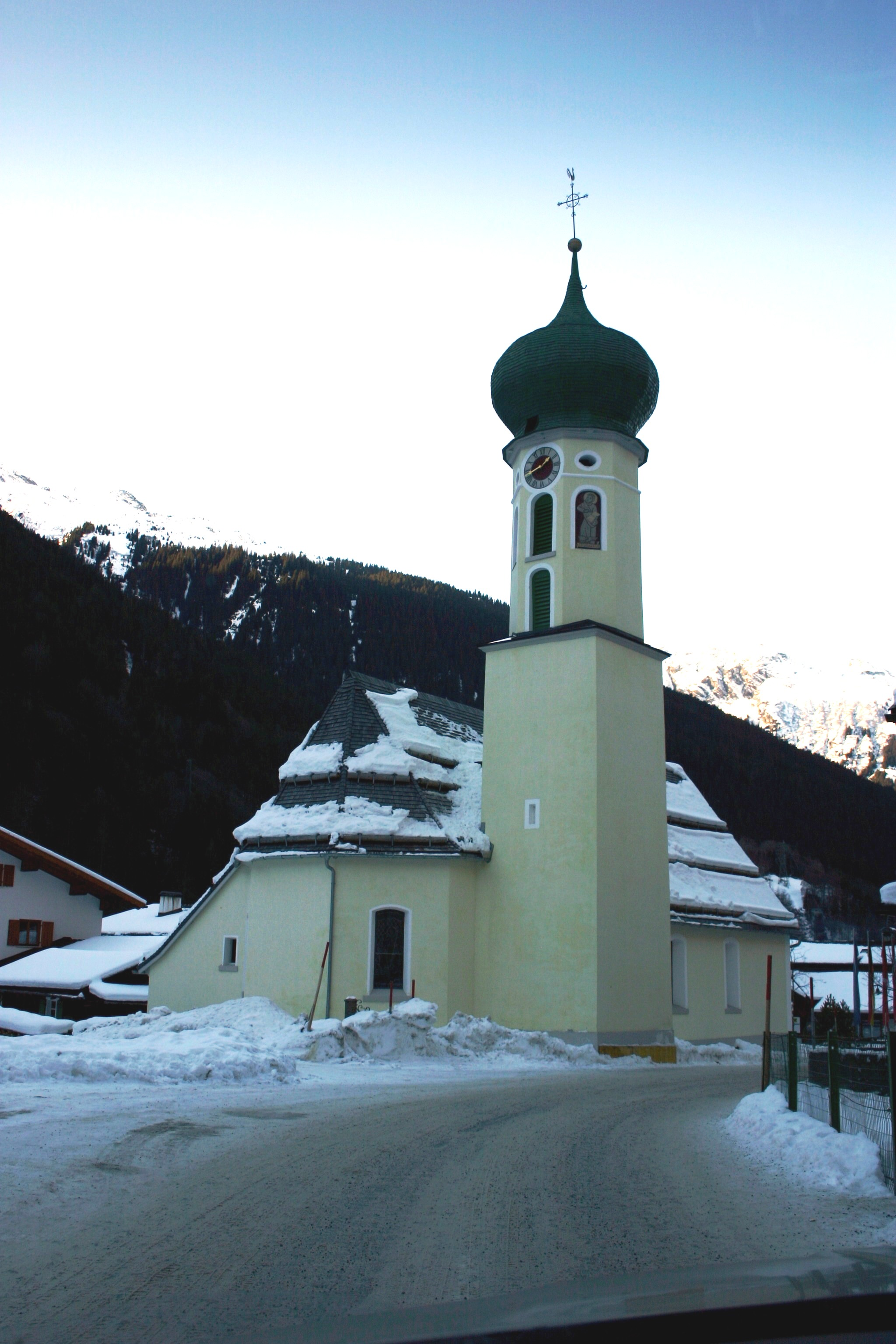
Farní kostel v Partenen

Kulturní památky:
Množství památkově chráněných objektů se nachází zejména v obcích Bartholomäberg, Gaschurn, Lorüns, Sankt Anton im Montafon, Sankt Gallenkirch, Schruns, Silbertal, Stallehr, Tschagguns, Vandans

## Pravidelné události

### Světový pohár ve freestyle lyžování Montafon (skicross, snowboardcross)
Je známý pod svým německým názvem FIS Weltcup Montafon. Koná se každý prosinec v lyžařském areálu Silvretta Montafon. Trasy začínají pod vrcholem hory Hochjoch a končí u horní stanice lanovky. Výškový rozdíl mezi startem a cílem je asi 200 metrů. Sportovci závodí na 985 m dlouhé trati rychlostí až 65 km/h. Sjezd netrvá déle než 60 sekund. Trať paralelního slalomu je dlouhá pouze 280 m.
Během Světového poháru mohou návštěvníci přes den sledovat snowboardisty a lyžaře a v noci si užít koncerty v obci Schruns.

### Montafoner Resonanzen

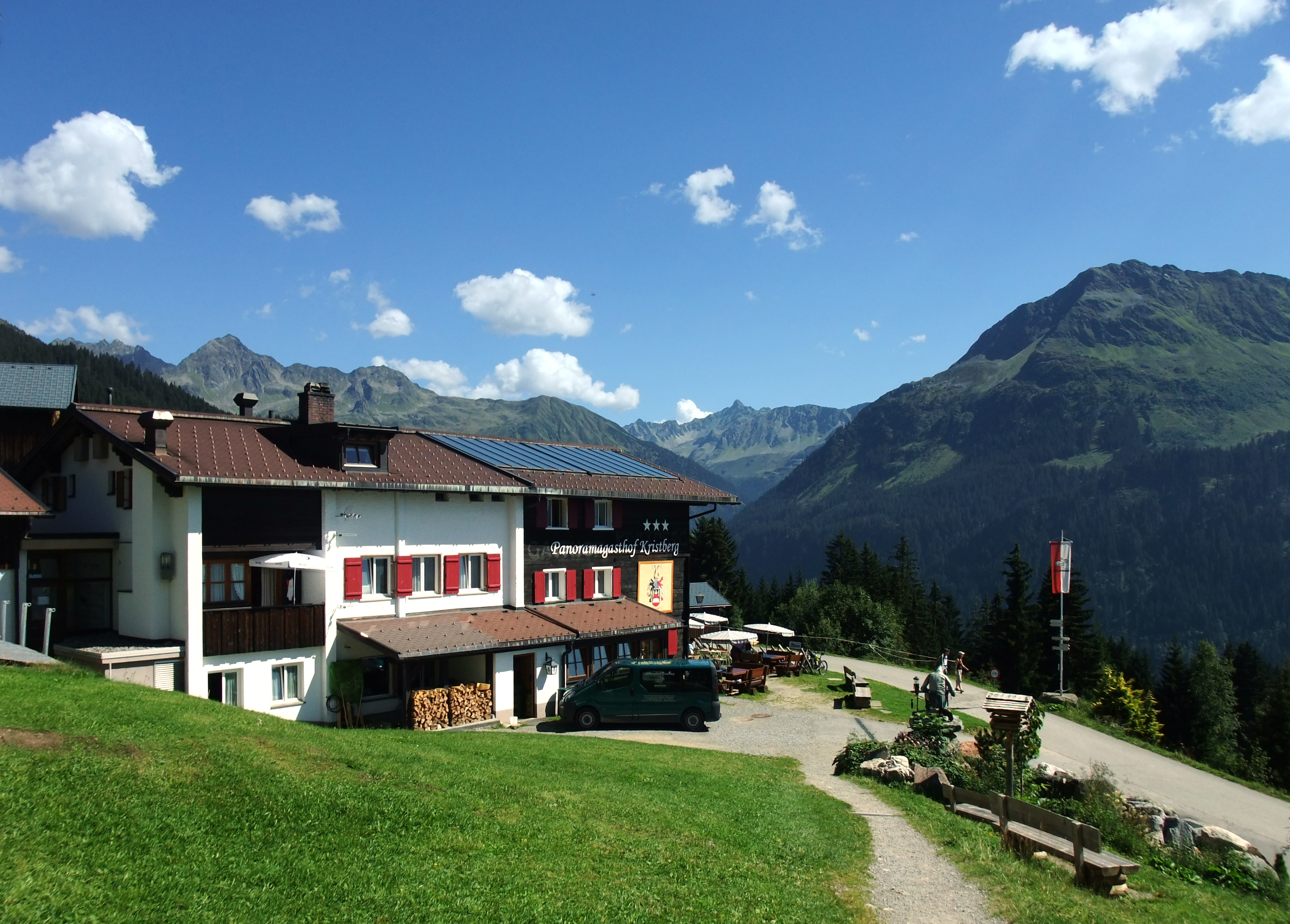
Panoramagasthof Kristberg je jedním z míst konání hudebního festivalu Montafoner Resonanzen

Montafoner Resonanzen je hudební festival skládající se z řady akcí v celém regionu Montafon. Založil ho v roce 1977 Bernd-H. Becher, původně jako sérii nezávislých akcí pod společným názvem Montafoner Sommerkonzerte. Tento zakladatel provázel festival více než 20 let. Od roku 2015 pořádá festival agentura Montafon Tourism, a Markus Felbermayer slouží jako organizační ředitel.
Od roku 2017 nese festival své současné jméno a koná se každoročně o víkendech v srpnu a září. Každý víkend je věnován jinému žánru (klasická hudba, jazz, rakouská lidová hudba, varhany, crossover). Lokace se každý rok liší. Hosté mohou kombinovat pěší turistiku a kulinářské zážitky s koncerty, protože hudební vystoupení se konají i na neobvyklých místech, jako je horská chata Tübinger Hütte ve výšce 2 191 m (Gaschurn) nebo hostinec Panoramagasthof Kristberg. Na festival zavítá každý rok kolem 3000 návštěvníků.

### Montafon-Arlberg Marathon

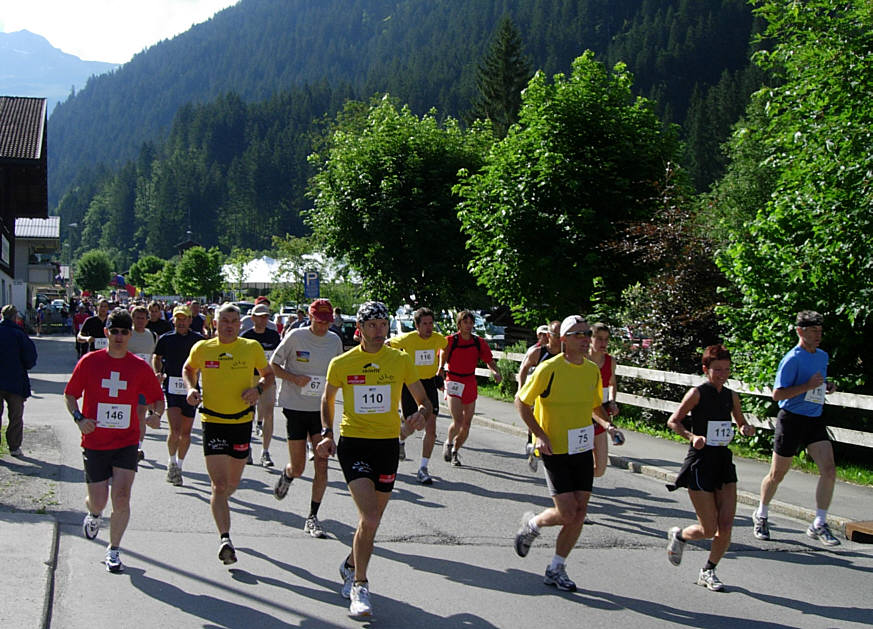
Montafon-Arlberg Marathon v roce 2005

Tento horský maraton se koná pravidelně od roku 2003. Závodníci musí uběhnout 42 195 metrů a překonat 1 500 metrů převýšení na území dvou spolkových zemích (Vorarlbersko a Tyrolsko).

### Další události
- Světový pohár ve freestyle lyžování v severské kombinaci
- M³ Montafonský maraton horských kol
- Montafon Alpine Trophy (domácí fotbalový turnaj mládeže s 1200 účastníky)
- Silvretta Classic Rallye Montafon (veteráni a elektromobily)
- Bajkové divadlo Montafon
- Open Faces Silvretta Montafon (freeride událost)

Kromě podzimního shánění dobytka patří k tradičním akcím červnový slunovrat na oslavu nejdelšího dne v roce, se zapálenými ohni na vrcholcích hor a především vyhlášené Ohňové slavnosti (německy Funkenfeuer). Ty se konají každoročně na tzv. Ohňovou neděli, první neděli po Popeleční středě, kdy vyhání zimu a vítá jaro tradiční pálení ohňových čarodějnic, tlukot kovových kotoučů a mávání pochodněmi na horách i v údolích.